# スペースシャトル
スペースシャトル（英: Space Shuttle）は、かつてアメリカ航空宇宙局 (NASA) が1981年から2011年にかけて135回打ち上げた再使用をコンセプトに含んだ有人宇宙船である。
もともと「再使用」というコンセプトが強調されていたが、出来上がったシステムは、軌道船（オービター）部分は繰り返し使用された一方、外部燃料タンクなどは基本的には使い捨てである。

## 概要
初飛行は1981年、2回目の飛行は1982年で、2011年7月の135回目の飛行を最後に退役した。
スペースシャトルは宇宙輸送システム (Space Transportation System, STS) あるいはスペースシャトル計画の一環としてもちいられた。STSの開発とシャトルの飛行は、基本的にアメリカの資金によって行われた。主な使用目的は、NASAのおかれた様々な政治的状況や起こしてしまったシャトルの事故も影響して、およそ10年ごとに大きく変遷してきたが、数々の人工衛星や宇宙探査機の打ち上げ、宇宙空間における科学実験、国際宇宙ステーション (International Space Station, ISS) の建設などである。なおシャトルはNASAによってだけでなく、米国国防総省、欧州宇宙機関、ドイツ等の軌道上実験にも使用された。
シャトルは再使用型宇宙往還機であり、軌道船 (Orbitor Vehicle, OV)、外部燃料タンク (External Tank, ET)、固体燃料補助ロケット (Solid Rocket Booster, SRB) の三つの部分によって構成されている。ETとSRBは上昇中に切り離され、軌道船 (OV) のみが地球周回軌道に到達する。発射時には機体は通常のロケットと同じように垂直に打ち上げられるが、軌道船は水平に滑空して帰還・着陸し、再使用のために整備された。SRBはパラシュートで海に降下し、回収船で回収されて整備した後、推進剤を再充填して再利用された。

### 構造・飛行等の概略

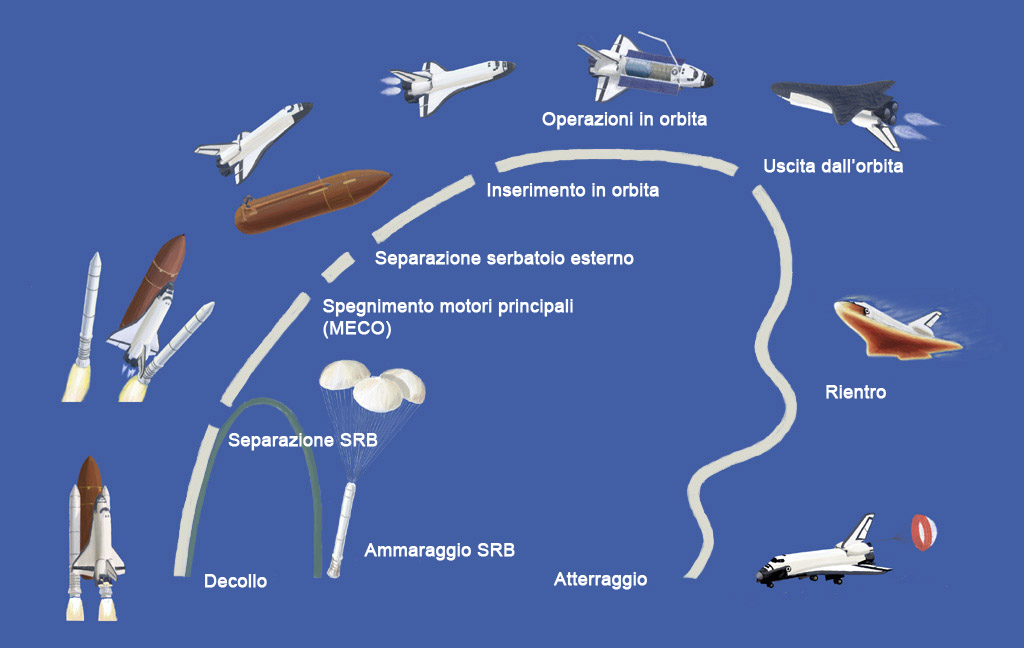
飛行の概略。打ち上げ、固体燃料補助ロケット (SRB) の切り離し、外部燃料タンク (ET) の切り離し、軌道上での作業、減速、大気圏再突入、着陸 の概念図

まずシャトルの構造および打ち上げ〜着陸の概略を説明する。
通常は5名から7名の飛行士が搭乗した。なお、最も初期の頃に行われた、STS-1からSTS-4の4回の試験飛行のように、機長と操縦士の2名だけでも飛行できた。
発射時のシャトルの構成は、おおまかに
1. オレンジ色の外部燃料タンク (External Tank, ET)[3][4][5]
2. 2本の白色で細長い固体燃料補助ロケット (Solid Rocket Boosters, SRB)
3. 宇宙飛行士と貨物を搭載する軌道船 (Orbiter Vehicle，OV)

の三つの部分から構成されていた。なお、上記に加えて、STSのために開発された、PAMとIUSと呼ばれる人工衛星打上げ用の2種類の固体ロケットを用いれば、搭載物をさらに高い軌道に運ぶこともできた。なお、シャトルには全体でおよそ250万個もの部品が使われており、人間がこれまでに製造した中で最も複雑な機械であると言われている。
（→#構造・メカニズム・諸元）
シャトルは通常のロケットと同じように、発射台からは垂直に離陸する。その際の推力を生むのは2本のSRBおよび、（軌道船の後部に装着している）3基のメイン・エンジン (Space Shuttle Main Engine, SSME) であり、SSMEの推進剤（液体水素と液体酸素）は外部燃料タンクから供給される。上昇の手順はおおまかに、
1. SRBも含めてすべてのロケットが噴射される第一段階
2. SRBが役目を終えSSMEだけで推進する第二段階

のふたつに分かれていて、打上げからおよそ2分後に第二段階に移り、SRBは切り離され落下、パラシュートで海に着水し再使用のため船で回収される。機体（軌道船およびET）はその後も上昇を続け、軌道に到達するとSSMEが燃焼を停止し、ETも役目を終えて切り離される。切り離され自由落下を始めたET（巨大なオレンジ色のタンク）は通常は大気圏に再突入して空気抵抗と熱によって消滅する。ただし、様々な用途に使用することは、構想としてはあった。
軌道船はその後さらに軌道操縦システム (Orbital Maneuvering System, OMS) を噴射することでミッションの目標としている軌道へと向かう。軌道上での姿勢は、姿勢制御システム (Reaction Control System, RCS) を噴射することで制御する。
シャトルが従来の宇宙船とは際だって異なった特徴の一つに、軌道船の胴体部分のほとんどを占めるほどの大きさの貨物搭載室を備えていることと、そこに大きな観音開きのドアがついていることである。これによって、飛行士や宇宙ステーションの建設資材などを、地球周回低軌道や大気圏上層部、さらには熱圏などに運ぶことができた。例えば、ハッブル宇宙望遠鏡のような大きなものを搭載し軌道に投入することや故障した衛星などがあれば、その軌道へ向かい、貨物室に回収して地球に持ち帰ったりすることもできた。
任務が終了すると、軌道船はOMSを逆噴射して速度を落とし大気圏に再突入した。降下している間、シャトルは大気の様々な層を通過し、主に空気抵抗を用いて機体の速度を極超音速状態から減速させる。大気圏下層部に到達し着陸態勢に入るとグライダーのように滑空飛行し、フライ・バイ・ワイヤ方式の操縦系統で油圧によって動翼を制御した。着陸の際には、長い滑走路が必要とされた。シャトルの形態は、帰還時に極超音速飛行および旅客機のような低速飛行の双方をしなければならない、という二律背反する要求を満たすために作られた妥協の産物であり、その結果として軌道船は着陸寸前には、普通の航空機には見られないような急激な降下（高い降下率）を経験することになる。
（→#飛行手順の詳細）

### かさんだコストと危険性
当初は通常のロケットより一回あたりの飛行コストを安くできるという見込みでこの計画がスタートし製造されたが、実際の運用で発生した事故（コロンビア号空中分解事故など）に対する安全対策により、当初の予想より保守費用が大きくなっていき、結果的に使い捨てロケットよりもコストが高くなった。（→#甘すぎた予測と膨らんだ費用と危険性）

### 呼称の指す範囲
「スペースシャトル」という言葉は、一般には軌道船（オービタ）の単体を指していることもある。シャトル（往復を繰り返すもの）という表現に合致しているのは基本的にオービタ部分であるし、形状という点でも、「シャトル」という用語の源となっている織物のシャトルと形が類似し連想させるのはオービタ単体であるからである。ただし技術的な観点、つまり宇宙飛行システム、飛行に必要な技術的な要素、という意味では、軌道船以外にも外部燃料タンク・固体燃料補助ロケットが結合されて、はじめてシャトルは完成状態となり飛行可能となるので、NASAのエンジニアなどは三つが合体した状態を「スペースシャトル」と呼ぶ。そして、紛らわしさを避けるために「オービタ」「SRB」「ET」などの呼称を用いて呼び分けている。
完成状態にする作業はスペースシャトル組立棟で行われる。なお、この建物は元々はシャトルのものではなく、アポロ計画のサターン5型ロケットを組み立てるために作られたものである。
「スペースシャトル」という用語で、スペースシャトルをコアとした計画全体（スペースシャトル計画）を指して用いられていることもある。

## 計画・設計・製造

### 計画の初期段階

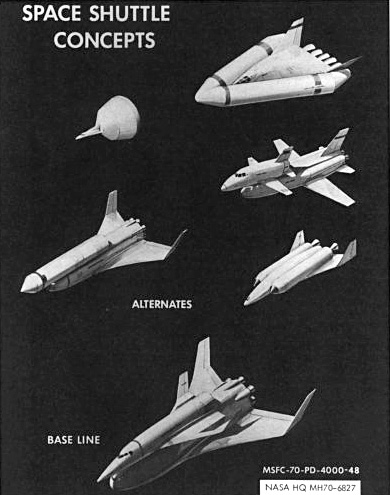
スペースシャトルの当初のコンセプト図の一部

シャトルの設計と製造は1970年代初頭に始まったが、その概念はそれより20年も前、1960年代のアポロ計画よりも早い段階に存在していた。宇宙から宇宙船を水平に着陸させるという構想は1954年に国立航空諮問委員会(NACA)が描いていたもので、それは後にX-15航空工学実験調査機として実現することになった。NACAに対してこの提案を行ったのは、ヴァルター・ドルンベルガーである。
1957年、X-15をさらに発展させたXシリーズ宇宙往還機計画が提案された。宇宙飛行士ニール・アームストロングはX-15とX-20両方のテスト・パイロットに選抜されたが、X-20は計画されただけで実機が飛行することはなかった。
X-20は実現されなかったが、同様のコンセプトを持つHL-10実験機は数年後に開発され、1966年1月にNASAの元へと届けられた。HLとは、「Horizontal Landing（水平着陸）」の意味である。
1960年代半ば、空軍は次世代宇宙輸送システムに関する一連の極秘調査計画を行い、「一部再使用型の宇宙船こそが最も安上がりな方法だ」と判断した。彼らの提案では、使い捨て型の宇宙船とロケット（クラスI）の開発に直ちに取りかかり、それに続いて一部再使用型（クラスII）の開発を続け、最終的には完全再使用型（クラスIII）に達するべきである、とされた。1967年、NASA長官ジョージ・ミューラー (George Mueller) は幹部80人を集め、将来的な選択肢に関する1日間の討論会を開催した。会議では、初期の頃の空軍のX-20計画を含む様々な提案がなされた。
1968年、NASAは地球と宇宙を往復することを目的とした「統合往還機 (Integrated Launch and Re-entry Vehicle, ILRV)」の研究を開始し、同時に複数の企業に対してメイン・エンジン (SSME) の開発を競わせた。ヒューストンとハンツビルにあるNASAの事務局は共同で、宇宙に貨物を運ぶだけでなく大気圏を滑空して地球に帰還できるような宇宙船の設計を公募した。その中の一つに、巨大なロケットと小型の軌道船によって構成されたDC-3と呼ばれた案があった。
1969年、ニクソン大統領はスペースシャトル計画を進行させることを正式に決定した。
1973年8月、X-24Bが飛行に成功したことにより、大気圏に再突入した宇宙船が水平に着陸するのが可能であることが証明された。

### 開発・設計

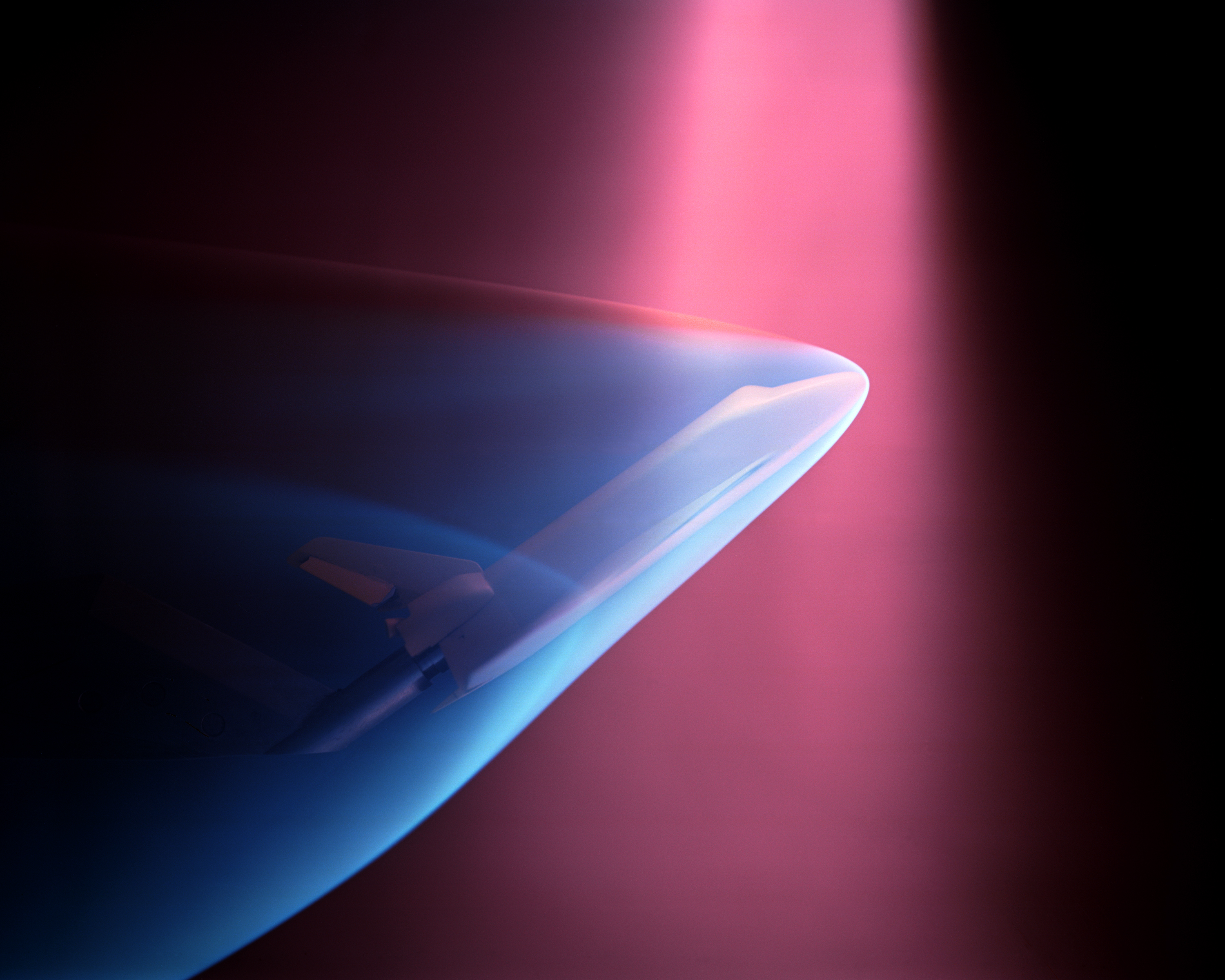
1975年に行われた模型を使用しての風洞試験。再突入で機体が高温の空気に包まれる状態を、イオンガスを吹きつけることで再現した。

スペースシャトルは、再使用することを目的に設計された宇宙船としては初めてのものである。シャトルは様々な搭載物を低軌道に運び、ISS（国際宇宙ステーション）の人員を交代させることができ、軌道船は地球を周回する人工衛星その他の物体を回収し地上に持ち帰ることもできるように設計された。各軌道船は「100回の飛行もしくは10年間の使用に耐えられるように」との考えで設計されたが、後にその期間は延長された。STS（宇宙輸送システム）の設計責任者は、マーキュリー計画、ジェミニ計画、アポロ計画などでも宇宙船の設計を担当したマキシム・ファゲットである。軌道船の大きさや形状を決定する際の最も重要な要素となったのは、当時計画されていた商業衛星や秘密衛星の最大のサイズのものを搭載できるようにすることと、極軌道から一周回で離脱するという空軍の秘密計画に対応できるような飛行範囲を持っていることである。衛星を宇宙空間に配置するための高い搭載能力が欲しいという国防総省の要求、および再使用できる機器を持つ宇宙船を開発することによって宇宙開発予算を削減したいというニクソン政権の要求の双方に応えるため、固体燃料補助ロケットと使い捨て型の燃料タンクの併用という方式が選択された。

#### 耐熱タイル
シャトル開発でひとつの大きな壁になったのが、大気圏に再突入時の熱からオービタを守り、繰り返し使用可能な熱シールドの開発である。オービタは機体を軽量にするために、基本的に航空機と同様のアルミニウムで出来ているが、アルミニウムはわずか200℃程度の温度で柔らかくなってしまい、大気圏再突入時に発生する1600℃以上の熱に耐える事は出来ない。そこで、1,260℃以下の部分へ断熱材として素材にシリカガラス繊維を用いた、再使用型高温用表面耐熱材(HRSI, High-temperature Reusable Surface Insulation、色は黒) と 繊維質耐火性コンポジット耐熱材(Fibrous Refractory Composite Insulation: FRCI、灰色) - 体積の94%が空気という超軽量耐熱タイルが開発された。シリカは熱を伝える速度が非常に遅いので、それを用いた耐熱タイルを用いれば機体のアルミを護ることができる。だが、まだ問題があった。機体のアルミは熱で膨張するのに対し、耐熱タイルのほうはほとんど膨張しない為、そのまま接着しては温度上昇とともに耐熱タイルは剥がれて脱落してしまう。試行錯誤が繰り返された結果、機体と耐熱タイルの間にフェルトをはさむ事で機体とタイルの膨張率の違いを受け止める方法が浮上した。これは特殊なフェルトではなく、カウボーイハットなどに用いられるごく普通のフェルトである。機体とフェルトと耐熱タイルの接着についても、アメリカの家庭にありふれた浴槽の防水コーキング用のゴムが接着剤として用いられた。耐熱タイルはHRSI 20,548枚とFRCI 2,945枚が、オービタの曲面を覆うため、部分ごとに形状の異なるものがジグソーパズルのように機体に貼り付けられた。1600℃以上が想定される部分には、強化炭素複合材（Reinforced Carbon Carbon: RCC、灰色）が開発され利用された。
素材選択や接着方法の開発が難航した耐熱タイルは、やはりスペースシャトルの弱点のひとつとなり、繰り返される飛行で何度も脱落を経験している。安全確保のため、帰還後に毎回タイルひとつひとつの状況や履歴を記録しつつ手作業で検査・修復しなければならず、シャトルの不安要因のひとつとしてつきまとうことになった。

### 製造
飛行可能な機体は6機製造された。1号機エンタープライズは宇宙に行けるようには作られてはおらず、もっぱら滑空試験のためのみに使用された。実用化されたのは、コロンビア、チャレンジャー、ディスカバリー、アトランティス、エンデバーの5機である。当初はエンタープライズも進入着陸試験が終了した後に実用機として改造される予定だったが、構造試験のために製造されたSTA-099をチャレンジャー (OV-099) に改造したほうが安上がりだと判断された。チャレンジャーは1986年、発射から73秒後に爆発事故を起こして機体が失われたため、機体構造の予備品として残っていたものを集めて新たにエンデバーが製作された。コロンビアは2003年に空中分解事故を起こして消滅した。

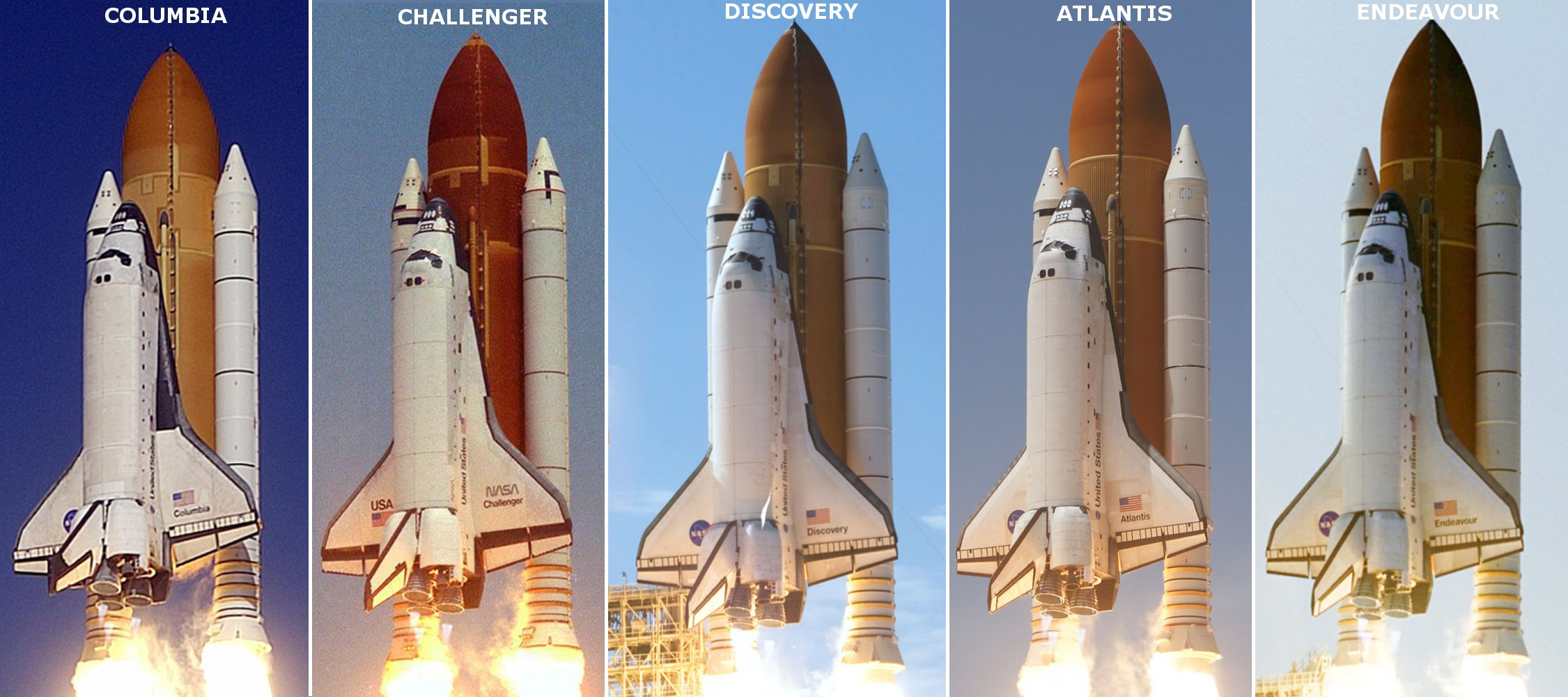
シャトル5機。このうちの2機が事故で失われることになった。

### 甘すぎた予測と膨らんだ費用と危険性
スペースシャトル計画の始まりの段階で、NASAの関係者には「一回の飛行あたり1200万ドルほどのコストで飛ばすことができる」などと主張する者もいて、そうした甘い見込みのもとに計画は進んでしまった。
シャトルを繰り返し安全に飛ばすため、再使用する機体の部品は飛行のたびに徹底的な検査が行われたが、シャトルを構成する膨大な数の部品の検査にかかる費用は巨額のものとなった。
エンデバーの製作にかかった費用は約17-18億ドルで、シャトルの一回の飛行にかかる費用は2002年の時点では約4億5,000万ドルだった。だが、コロンビアの事故以降は安全対策のコストが上昇し、2007年には1回の飛行につき約10億ドルを要するようになった。
スペースシャトルには技術的な困難だけでなく、官僚主義に侵されたNASAという巨大組織の抱える問題も影響した。チャレンジャー号の事故は予測・回避できた可能性が高かったにもかかわらず、NASAの幹部は「事故は起きないだろう」と充分な対策を行わず、米国が行った宇宙飛行中の事故では初の死者を出している。コロンビア号の事故においても、発射時の映像を確認した職員によって上昇中に剥離した断熱材がオービタに衝突した可能性が指摘されたものの、NASA幹部は提供された情報を軽視したという経緯がある。
政治学者のロジャー・A・ピールケ・Jr. (Roger A. Pielke, Jr.) は、2008年度初頭までにシャトル計画にかかった費用は総額で1,700億ドル（2008年度換算）ほどと算定した。これによれば打ち上げ一回あたりのコストは15億ドルということになる。
最終的には、スペースシャトルの計135回の打ち上げで2090億ドルもの費用がかかっていた。

## 構造・メカニズム・諸元

### 軌道船

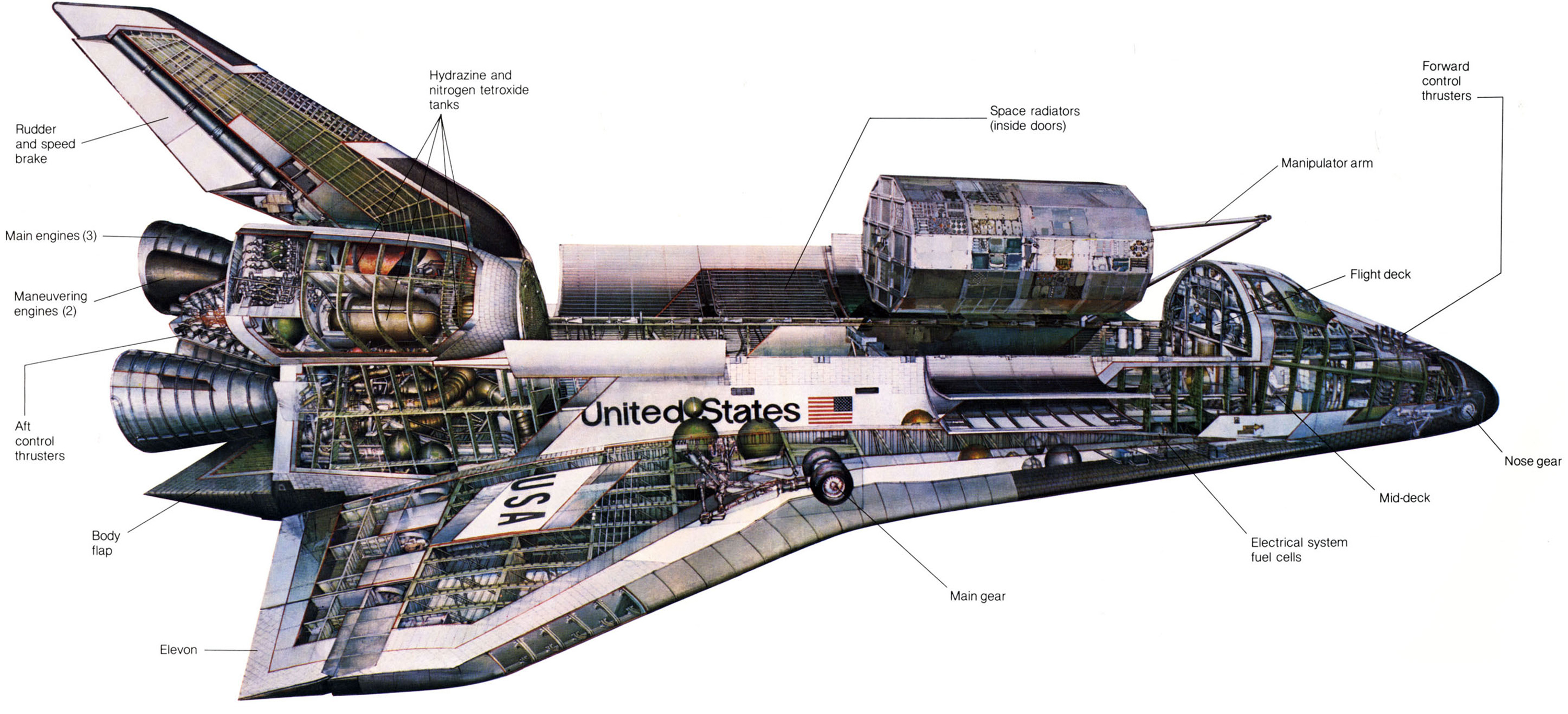
軌道船透視図

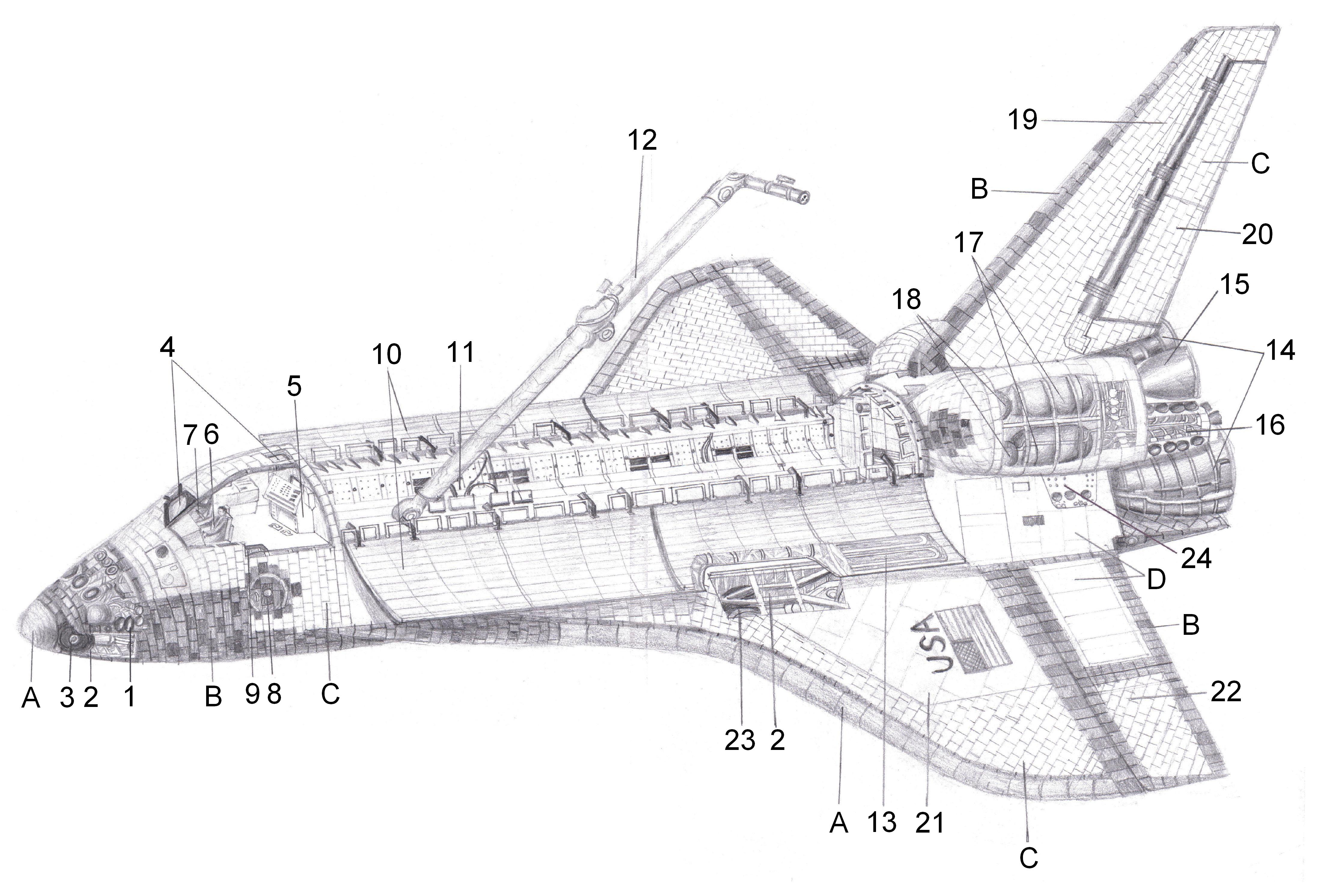
軌道船透視図

軌道船は多くの航空機と似たような形状をしており、主翼は内側が81°、外側が45°の後退角を持った二重デルタ翼で、垂直尾翼の後退角は50°である。主翼の後端には4枚の動翼が取りつけられている。垂直尾翼後端には空力ブレーキも兼ねた方向舵が設置されていて、降下と着陸の際に高揚力装置（フラップ）とともに作動して機体を制御する。
胴体部分のほとんどは直径4.6m、長さ18mの貨物搭載室が占めていて、観音開きの保護ドアによって覆われている。搭載物は通常は機体が水平の状態にあるときに格納され、その後機体とともに発射台上に垂直に設置される。無重力の宇宙空間では、搭載物は飛行士が操縦するロボットアームや船外活動によって放出される。搭載物自体が持っているロケットによって、さらに高い軌道へと投入されることもある。

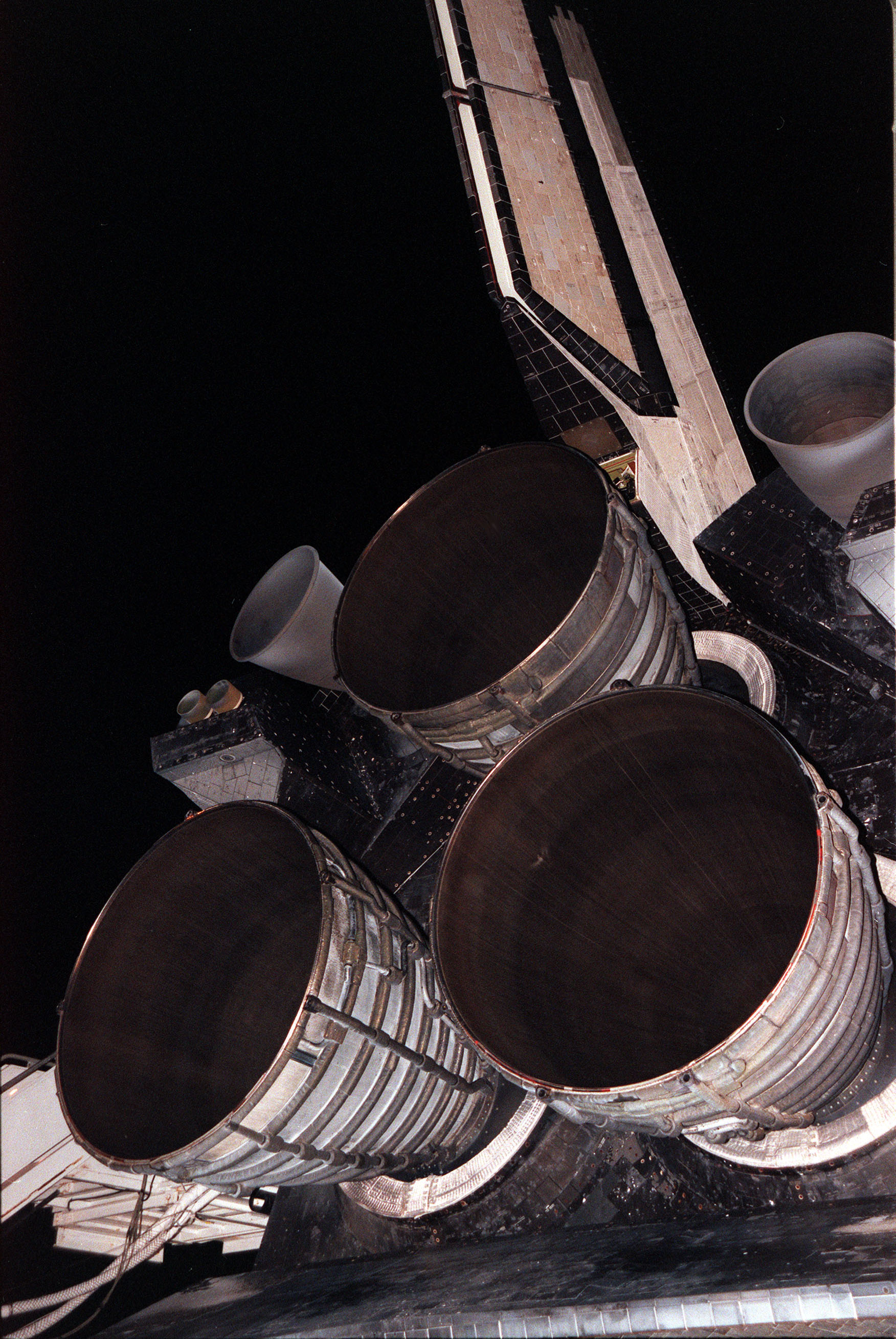
中央に見えるのが軌道船の3基のメイン・エンジン。その両脇にある2基の小さいロケットは軌道操縦システム。さらにその上にあるのが垂直尾翼。

機体の後端には、メイン・エンジンが三角状に配置されている。エンジンのノズルは上下方向に10.5°、左右方向に8.5°傾けることが可能で、上昇中に推力の向きを変えて機体の進行方向を制御する。軌道船の機体構造は主にアルミニウム合金によって作られているが、エンジン部分の支持構造にはチタニウム合金が使用されている。
軌道船は飛行目的に応じて、軌道実験室（スペースラブ、スペースハブ）、搭載物をより高い軌道に投入するためのロケット（慣性上段ロケット (IUS)、ペイロード・アシスト・モジュール (PAM)）、軌道滞在期間延長機器（EDO (Extended Duration Orbiter) キット）、カナダ・アームなど様々な追加機器を搭載することができる。
製造された機体の中で実際に宇宙に行くことができたのは、OV-099チャレンジャー号、OV-102コロンビア号、OV-103ディスカバリー号、OV-104アトランティス号、OV-105エンデバー号の5機である。
オービタに加えられた主な機器の画像

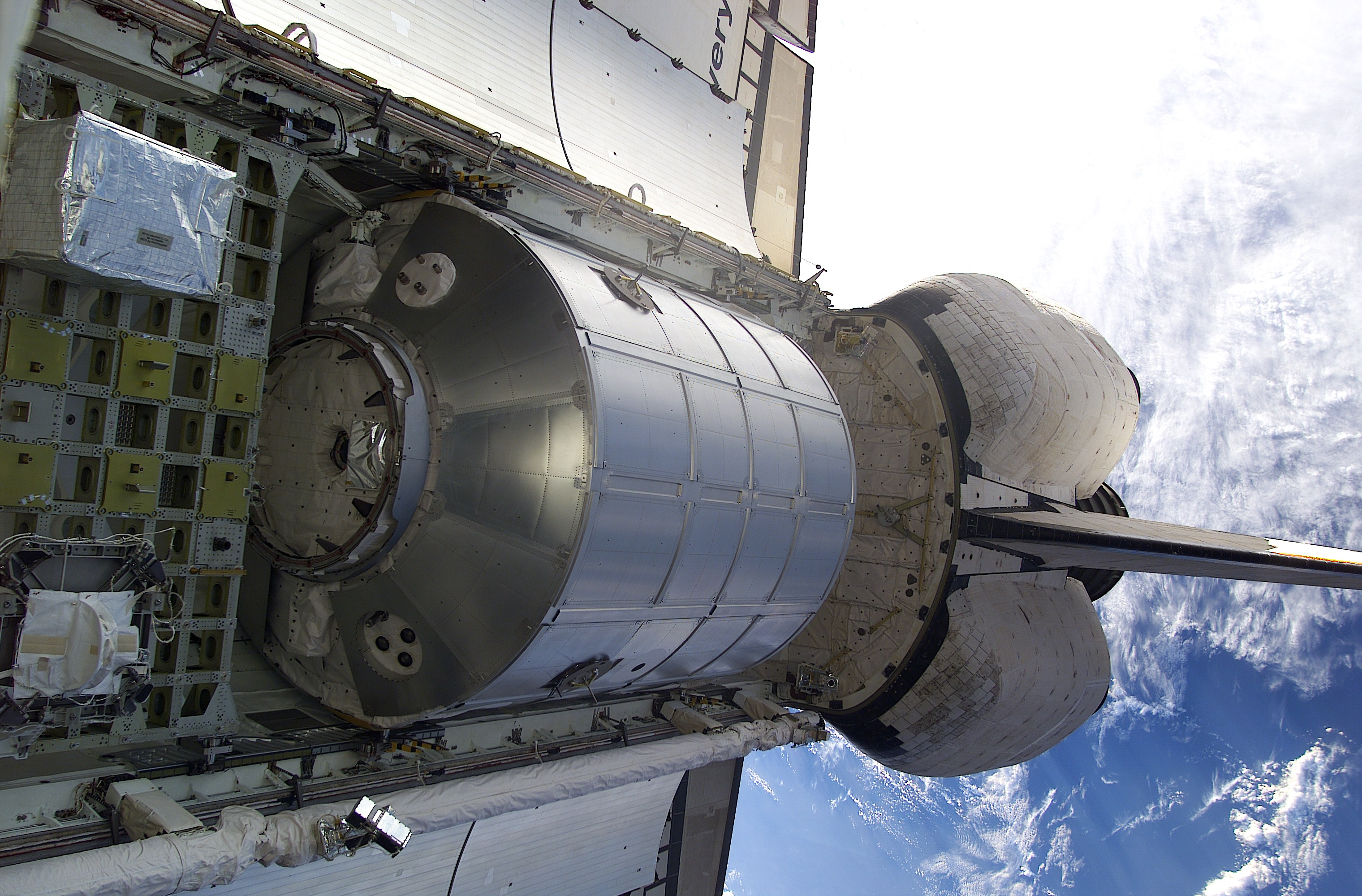
多目的補給モジュール (注：MPLMはシャトル計画ではなくISS計画の構成品)
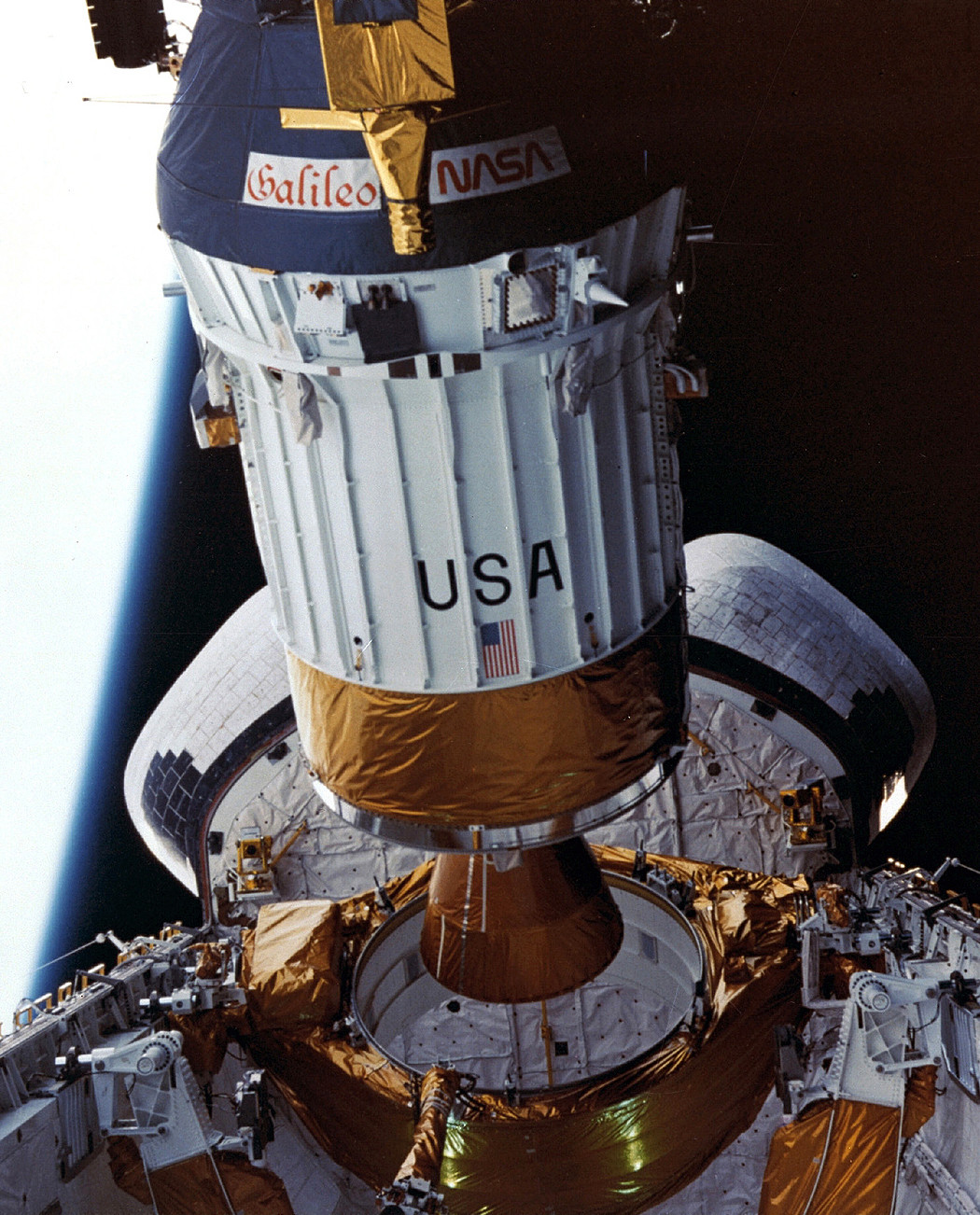
ガリレオ探査機を載せたIUS
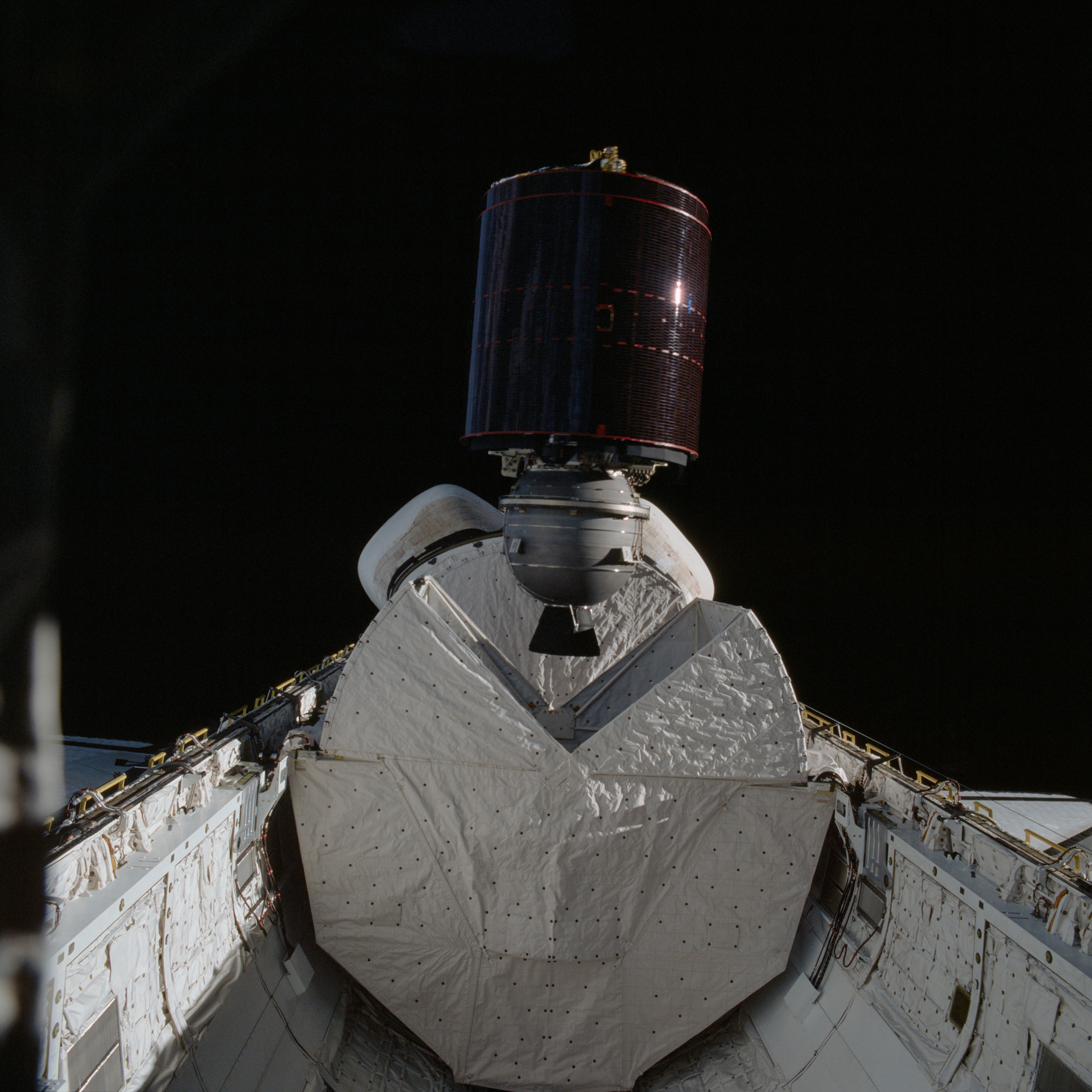
衛星を放出するPAM
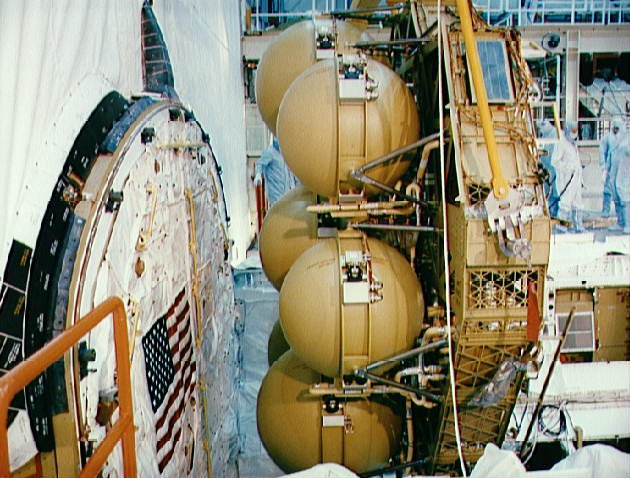
軌道滞在期間延長 (EDO) 機器
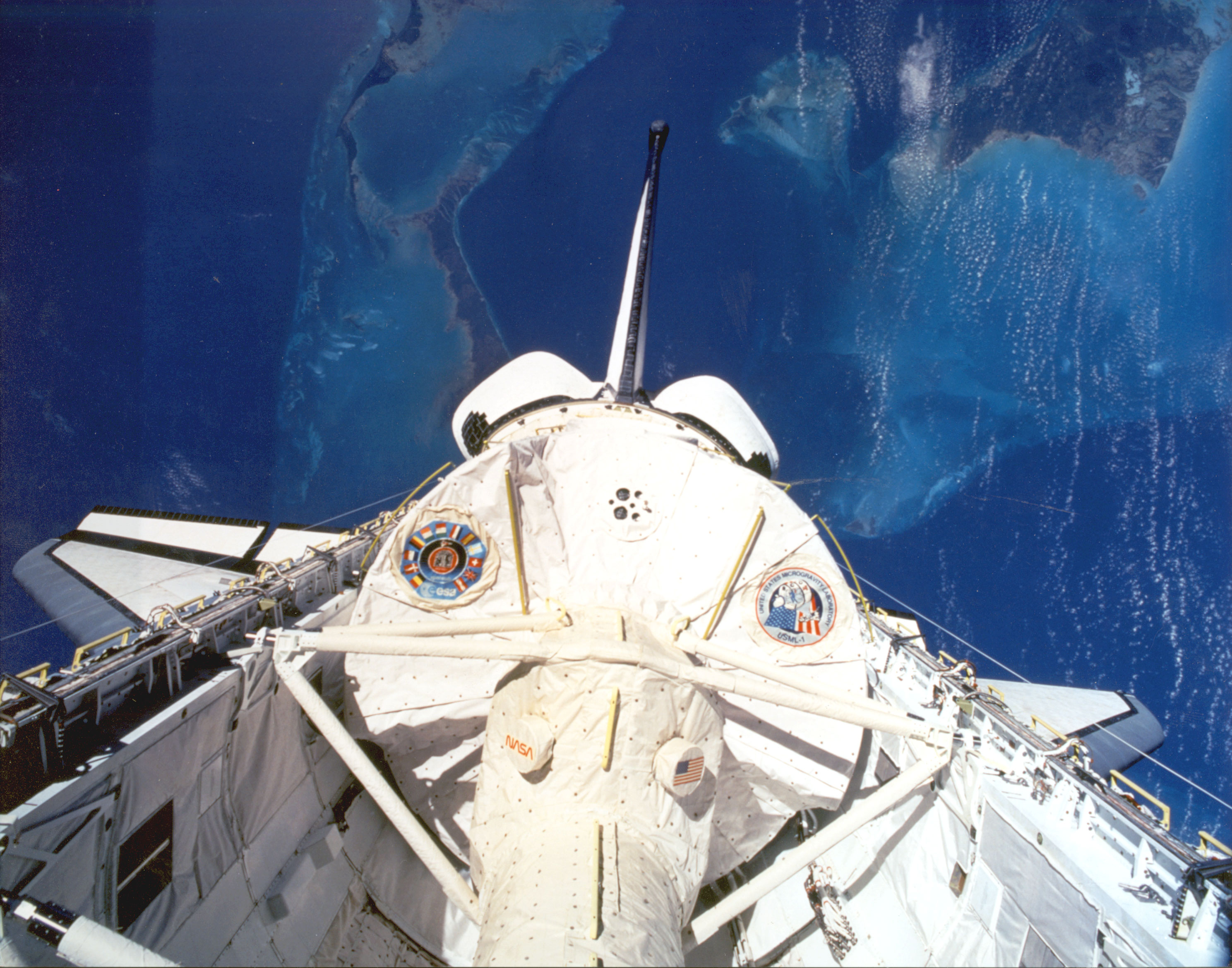
スペースラブ
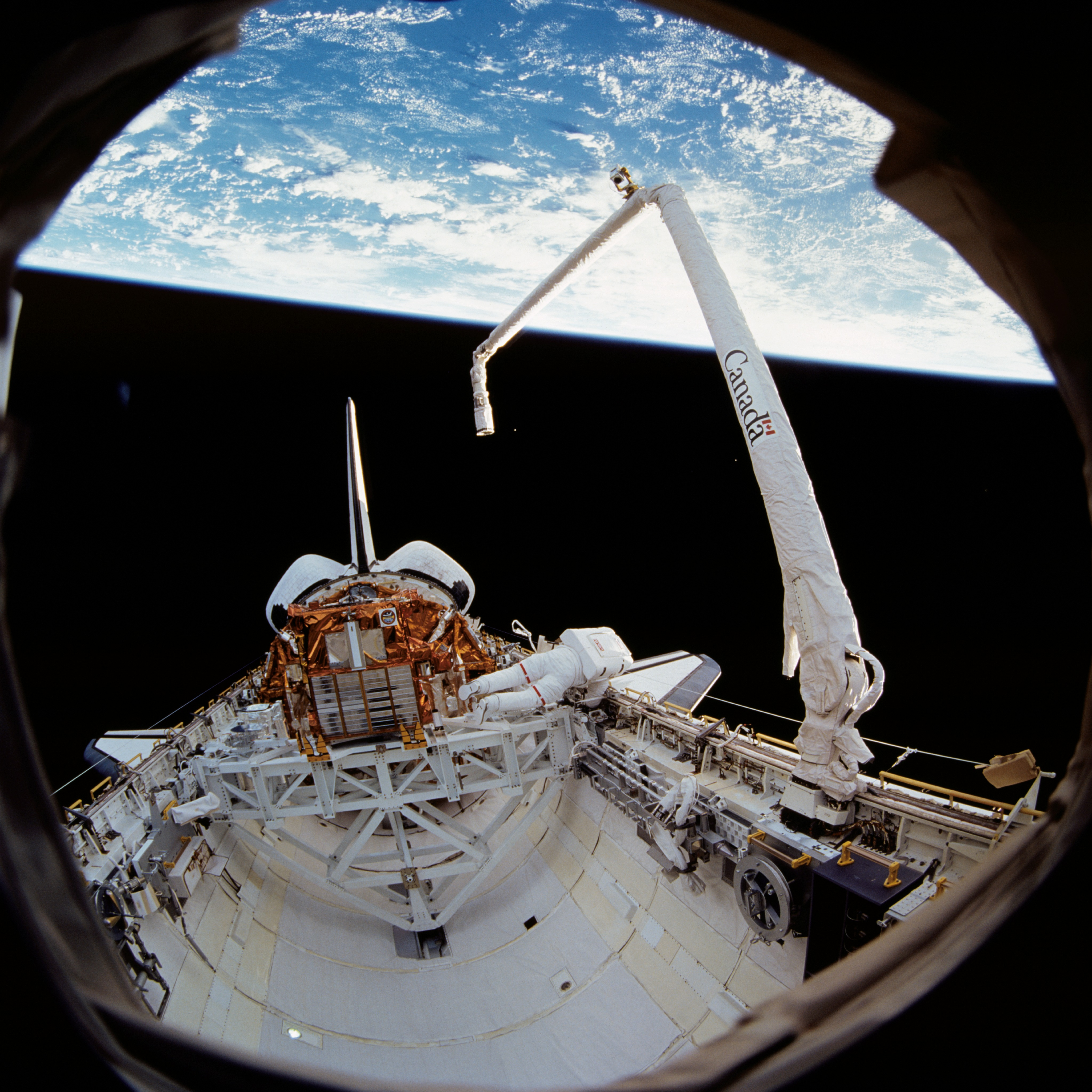
カナダ・アーム

### 外部燃料タンク
外部燃料タンク (ET) の主な機能は、軌道船のメイン・エンジンに燃料の液体水素と酸化剤の液体酸素を供給すると同時に、2本のSRBと軌道船を接続し、全体を支える骨組みとなることである。ETはシャトルの中では唯一再使用されない部分で、飛行のたびに投棄されているが、軌道に投入して（宇宙ステーションに接続するなどして）利用することは構想としては検討されていた。

### 固体燃料補助ロケット
固体燃料補助ロケット (SRB) は2基合計で発射時に必要とされる推力の83%、約1,250万ニュートン（1,276.8トン）を発生し、打上げから2分後、高度約15万フィート(46km)に達したところで切り離され、パラシュートで海に着水して回収される。外殻は厚さ13mmの鋼鉄でできている。SRBは何度も再使用されるもので、一例を挙げれば2009年に試験発射されたアレスI-Xロケットは、過去48回のシャトルの飛行で使用されたSRBの部品を寄せ集めて作られたものであり、その中には1981年の初飛行 (STS-1) で使われたものも含まれていた。

### 飛行制御系統
シャトルはコンピュータ制御されたフライ・バイ・ワイヤ方式のデジタル飛行制御システムを採用した、初期のころの機種の一つである。これは飛行士が操作する操縦桿やペダルと、機体の操縦翼面や姿勢制御システムの間に機械的なリンクや油圧系統などが一切存在しないということを意味する。飛行士が入力した操作は電気信号に変換され、電線（ワイヤ）を介して操縦装置に伝えられる。
フライ・バイ・ワイヤ方式の最大の懸念は信頼性の問題であり、シャトルのコンピューターシステムについては多くの研究開発が行われた。シャトルは IBM製の5台のAP-101と呼ばれる、それぞれ独立して冗長性を持ち、組み込みシステムを構成する32ビット汎用コンピューターを使用している。このうち4台は主飛行電子ソフトウェアシステム (Primary Avionics Software System, PASS) という特製のソフトウェアで稼働し、残りの1台はこれとは別の、バックアップ飛行システム (Backup Flight System, BFS) というソフトを使用している。これらを総称して「データ処理システム (Data Processing System, DPS)」と呼ぶ。
シャトル用DPS設計の到達目標は、フェイルセーフを達成して信頼性を向上させることだった。DPSは、もし5台のコンピューターのうち1台が故障してもミッションを継続することができ、2台が故障しても安全に着陸できるように設計されている。
4台の汎用コンピューターは、相互に監視し合いながら稼働している。もし1台が他と違う指令を出した場合は、3台が「投票」を行い、違う指令を出している1台を機体の制御から除外する。残りの3台のうち1台がまたもや違う指令を出した場合は、残った2台が投票をしてその1台を除外する。極めて稀な場合だが、もし4台の「主張」が2対2に別れた場合は、どちらか一方のグループが無作為に選ばれる。
BFS（バックアップ飛行システム）は5台のコンピューターの中で独立して開発されたソフトで、4台のメインシステムが故障した時にのみ稼働する。BFSが開発されたのは、メインシステムはハードウェア的には冗長性を持たせているものの全く同じソフトで稼働しているため、もし何らかのエラーが発生した時には4台すべてが故障してしまう可能性があるからである。埋め込み式アビオニクスソフトは、一般の商用ソフトとは全く違う環境のもとで開発されている。コードラインの数は商用ソフトに比べればごく限られたもので、変更がなされることは滅多になく、広範な試験が行われ、ほんのわずかなコンピューターコードのために開発要員や試験要員も含めて多くの人員が関わっている。しかし、どんなに万全を尽くしても故障というのは常に起こりうるものであり、そのような不測の事態に備えてBFSは用意された。シャトルが退役するまでの間、実際にBFSが操縦を引き継ぐような事態が発生することは一度もなかった。
シャトルのコンピューターのソフトウェアは、PL/Iに似たHAL/Sと呼ばれる高級プログラミング言語で書かれている。これはリアルタイム組み込みシステム環境のために、特別に設計されたものである。
IBM製AP-101コンピューターは、もともと1台あたり約424KBの磁気コアメモリを持ち、CPUは毎秒40万回の計算を行うことができた。ハードディスクはなく、ソフトは磁気テープカートリッジからロードした。
1990年、AP-101はAP-101Sという上位機種に置きかえられた。記憶容量はこれまでの2.5倍の約1MBに、演算速度は3倍の毎秒120万回に向上し、さらに記憶装置は磁気コアメモリからバックアップ電池つきの半導体メモリに改良された。
1983年11月から、シャトルにはGRiD Compassという、最初期に作られたラップトップパソコンを使用していた。GRiD Compassは8,000ドル程度（1ドル240円当時で192万円と非常に高価）だったが、当時その重量や大きさに比して不釣り合いなほどの性能を発揮し、NASAはその重要な顧客の一つだった。なお、GRiD Compassは飛行制御系統には関係せず、シャトルの飛行軌跡を2周回分表示させるのに使用された。その後は、1993年12月のThinkPad 750C以来、歴代のIBM ThinkPad（ThinkPad 755Cが使われ、2002年のエンデバーでのミッションではThinkPad 760Eが）用いられた。

シャトル計画の標章

### 機体の塗装と標章
操縦室の窓と貨物搭載室ドアの間の機体側面には、軌道船の名称が書かれている。搭載室ドア後部の下側には、NASAの標章と「United States」の文字および星条旗が描かれている。国旗は右側主翼にももう一つある。文字に使用されている書体はHelveticaである。

### 改良
シャトルは1970年代に開発された宇宙船であるため、その当時から安全面における性能や信頼性を向上させるべく多くの改良や改造が施されてきた。

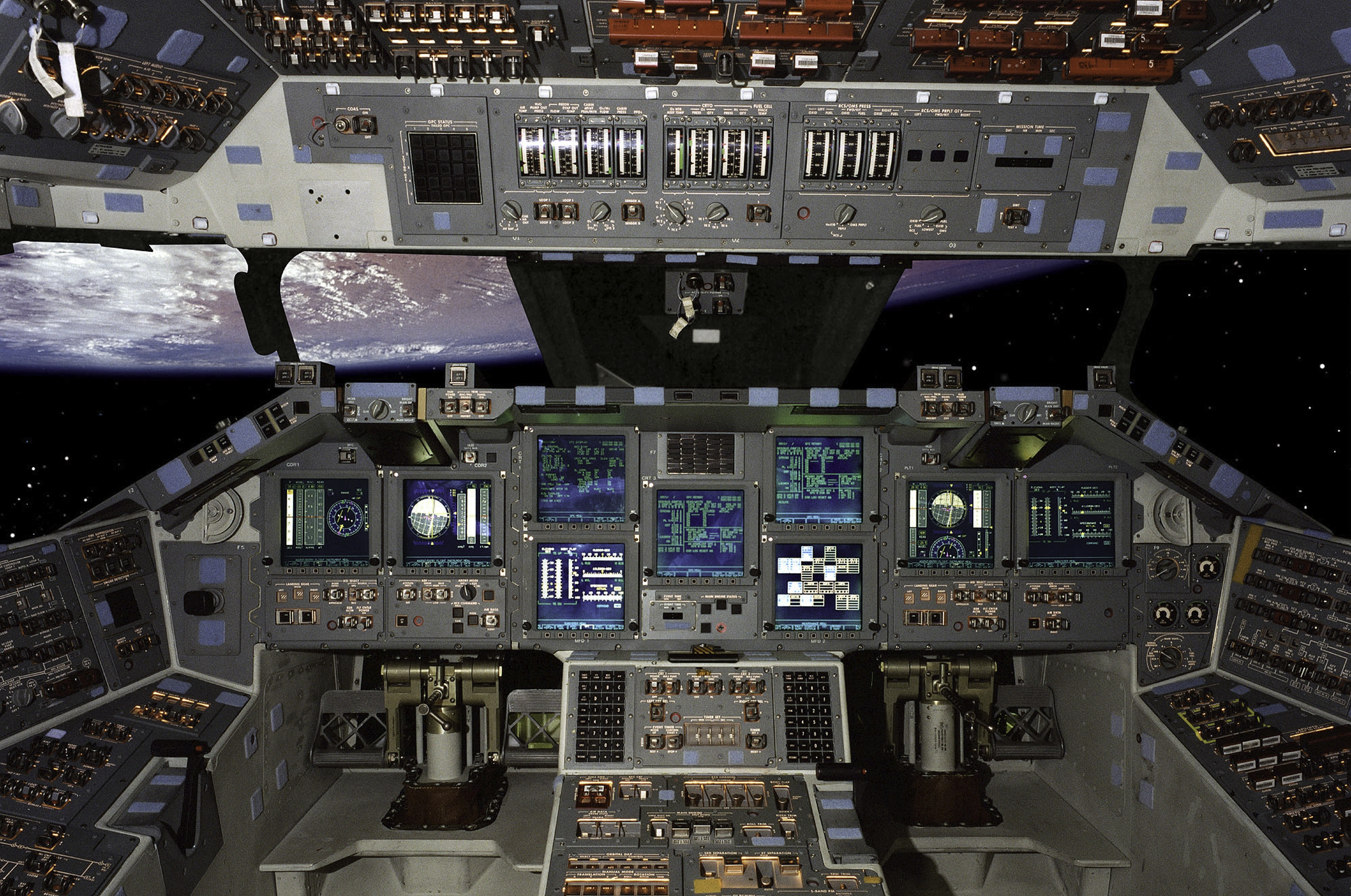
STS-101の操縦席。アトランティス号でグラスコックピットが初めて採用された。

内部構造のほとんどは初期に設計されたものとそれほど変わってはいないが、アビオニクス（飛行用電子機器）は大きく変貌した。たとえばコンピューターのアップグレード（性能向上）に関して言えば、初期の頃のアナログ式のメーター類は廃止され、最新型のエアバスA380やボーイング777に使われているような、グラスコックピットと呼ばれるフルカラーの液晶表示板に改められた。HP-41Cのようなプログラム入力可能な電卓も、依然として使われている。ISS（国際宇宙ステーション）の登場により、ISSに補給物資を届ける飛行でより多くの貨物をミッドデッキに搭載できるよう、内部エアロックは外部エアロックに置き換えられた。外部エアロックの上部には、ISSとのドッキングに使うロシアのアンドロジナスドッキング機構が使われた。 
SSME（メイン・エンジン）もまた、信頼性と出力を向上させるべく何度も改良を施されてきた。発射時に「エンジンの出力を104%に上げる」という言い回しが存在することはその名残である。これは安全上の限界を超えてエンジンを噴射するという意味ではなく、初期のエンジン出力と比較しての値を指す。長い開発期間のうちに製造元のロケットダイン社は、安全出力を当初の設計値の104%にまで向上させることができたのだが、これまでに作成した膨大な量の文書やソフトを書き直す必要を避けるため104%という言い回しが残ることとなった。SSMEの進歩の歴史は、フェーズII、ブロックI、ブロックIA、ブロックIIA、ブロックII のような「ブロック番号」となって残されている。これらの改良によってエンジンの信頼性・メンテナンス性・性能は大きく向上し、2001年にはブロックIIエンジンを109%の推力にまで到達させることができた。ただし通常使用される最大推力は104%までで、106%または109%が実現されるのは緊急事態が発生して飛行が中止される時だけである。
最初の二回の飛行STS-1とSTS-2では、外部燃料タンクが太陽光を吸収して内部の温度が上昇するのを防ぐため全体が白色に塗られた。しかし地上での試験で必要ないことが分かったので次回からは廃止され、その塗料の分だけ軌道に投入できる搭載量が増えることとなった。他のところでは、液体水素タンク内部の桁のいくつかも不要なことが判明したため、軽量化のために取り除かれた。改良を施された軽量タンクはほとんどの飛行で使用されてきたが、STS-91からは超軽量タンク(SLWT)に置きかえられた。改良型の超軽量タンクにはアルミニウム/リチウム合金2195が使用されていて、最終型の軽量タンクに比べ3.4トンの減量に成功した。シャトルは無人では飛行できない設計になっているため、これらは実際の飛行で試してみる以外に手段がなかった。
SRB（固体燃料補助ロケット）もまた、何度も改良されてきた。代表的なところではチャレンジャー号爆発事故の後、本体接合部分の密閉性を確保するOリングが三重に強化された。
SRBには他にも性能や安全性を高めるためのいくつかの改良が試みられたが、実現されることはなかった。その中の一つに、より簡略かつ低コストで、安全面や性能にも格段の向上を果たしたと考えられる発展型SRB（Advanced Solid Rocket Booster, ASRB）があった。ASRBは1990年代半ばに宇宙ステーション計画支援のため製造が開始されたが、開発費が22億ドルにまではね上がったため中止が決定された。この代替案として、搭載能力を向上させるために超軽量タンクが開発されたが、安全性は向上しなかった。空軍は独自に、分割式ではない一体成形型の軽量SRBを開発していたが、こちらもまたキャンセルされた。
1995年、発射台上で準備作業をしていたディスカバリー号のETの発泡断熱材にキツツキが穴を空けたため、発射が遅れるという事態が発生した。この時以来、NASAは発射台周辺に市販の鳥よけのためのフクロウの模型や風船を配置するようになった。これらは打ち上げの直前にすべて取り除かれる。ET断熱材は発泡スチロールのようにもろい物質であるため、発射の際の衝撃や空気抵抗ではがれ落ち、軌道船を大気圏再突入の熱から保護する耐熱タイルを傷つける事故がこれまでにもたびたび発生してきた。断熱材の剥落は2003年2月1日に発生したコロンビア号空中分解事故の原因になり、その後も何度も打上げスケジュールの延期の原因になった。
人間が搭乗せず、搭載物だけを宇宙に送る無人の発射計画も1980年代以来何度も提案されてきたが、そのたびに却下された。「シャトルC」と呼ばれるこれらの計画は、シャトルで蓄積されてきた技術を応用し、再使用という特性を放棄することとひきかえに、大幅なコストの削減が期待できるはずだった。
最初の4回の飛行では、飛行士は離陸時と帰還時には完全密閉型のヘルメットを着用し、空軍の高々度用与圧服を改良した宇宙服を着た。5回目の飛行からはこの与圧服は廃止され、青いワンピースのフライトスーツと部分与圧ヘルメットを着用するようになったが、チャレンジャー号事故による2年間の中断の後に再開された1988年の飛行からは、打上げ/帰還時にはあまりかさばらないように改良されたヘルメットつきのオレンジ色の部分与圧服(Launch-Entry Suit: LES)を着用するようになった。1995年からは、完全与圧式の改良型与圧服 (Advanced Crew Escape Suit: ACES) に置き換えられた。
軌道船がISSとドッキングして宇宙に滞在できる期間を延長するために、ステーション・シャトル電力供給システム (Station-to-Shuttle Power Transfer System, SSPTS) が導入された。SSPTSはISSが発生した電力を使用して軌道船の消耗品の消費を抑えるもので、STS-118から実用化された。

### 技術的詳細
軌道船諸元（OV-105エンデバー号）
- 全長：37.237m
- 全幅：23.79m
- 全高：17.86m
- 空虚重量：78,000kg[40]
- 離陸時総重量：111,000kg
- 最大着陸重量：100,000kg

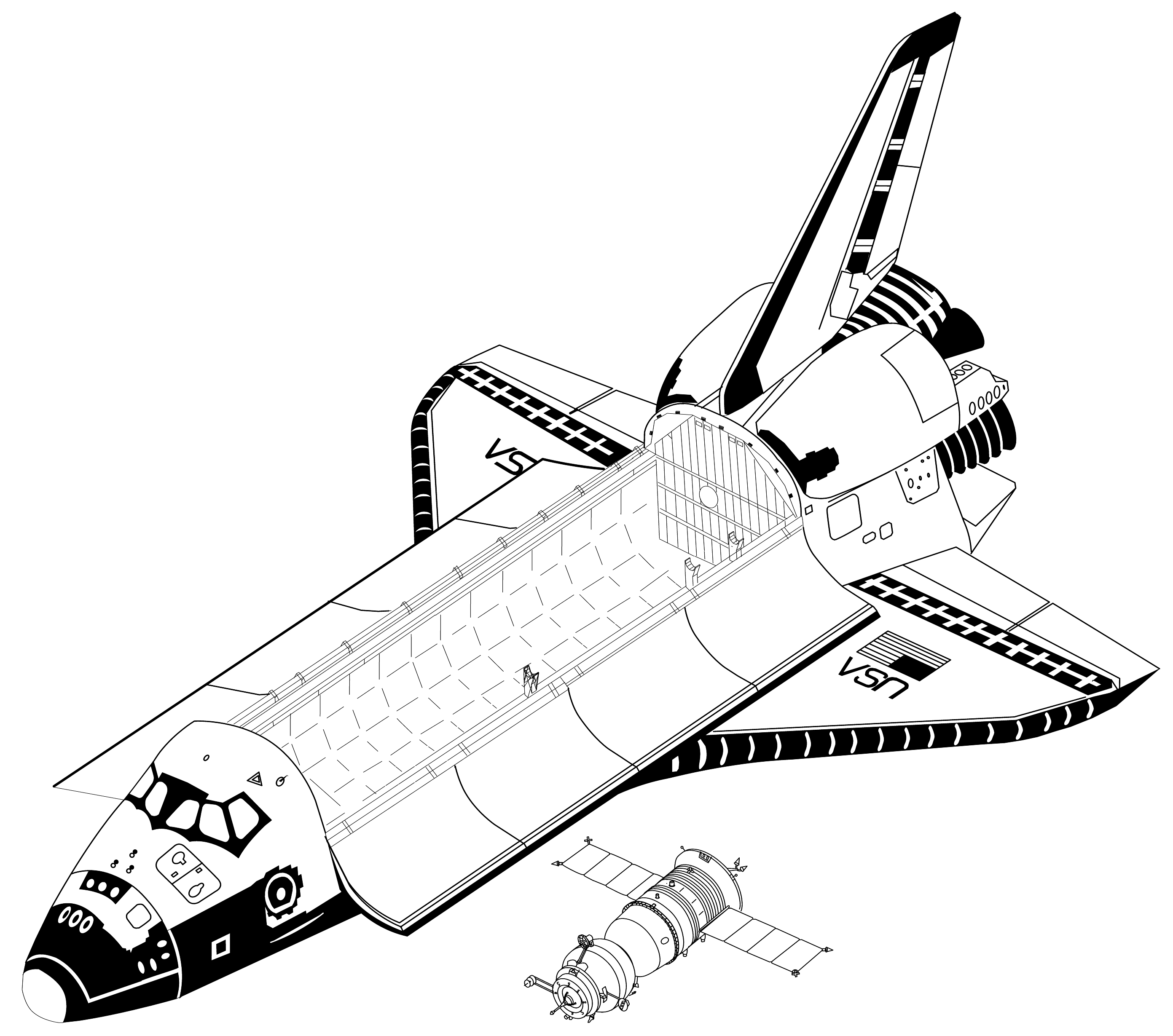
軌道船とソユーズ宇宙船比較図（同縮尺）

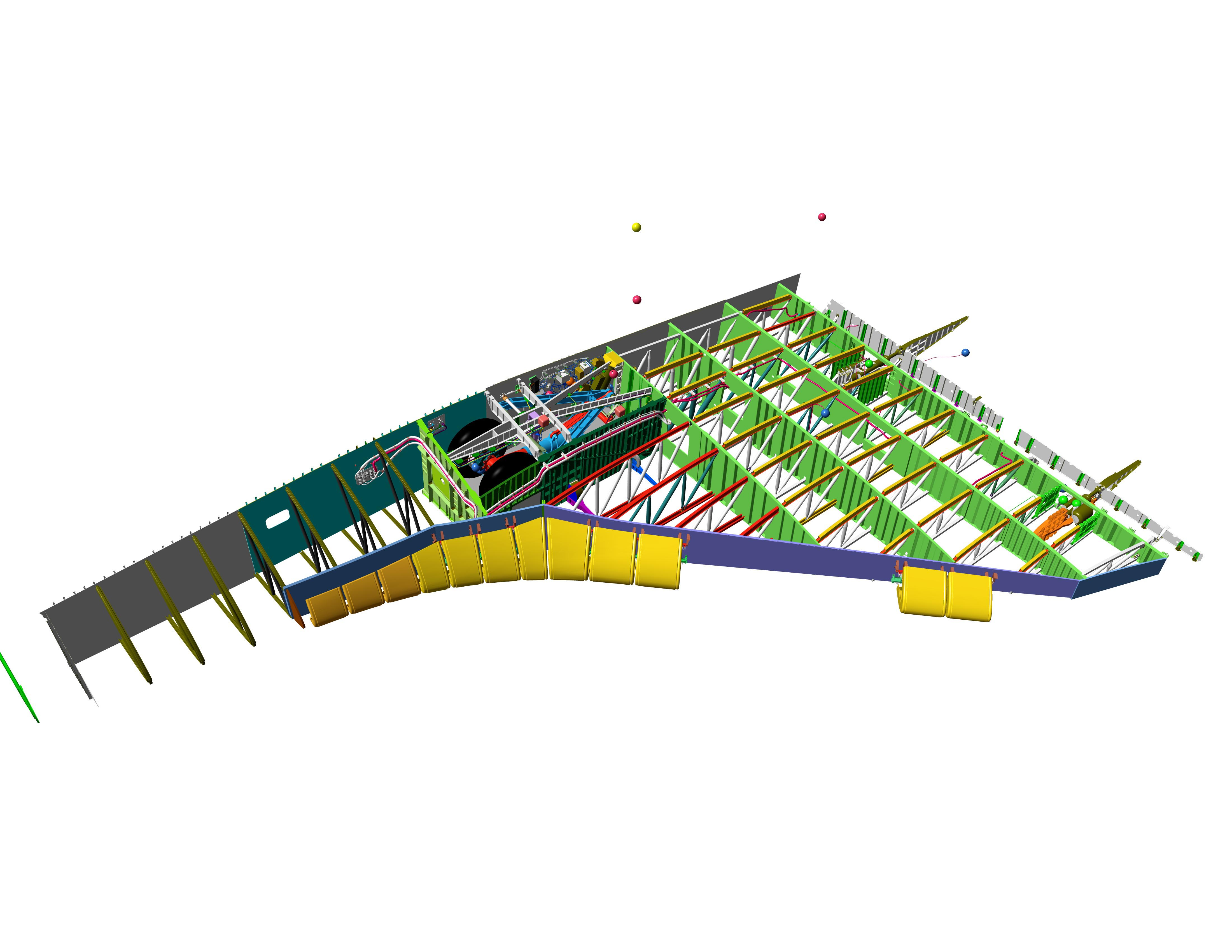
主翼解剖図

- 主エンジン：ロケットダイン社製ブロックII-SSME3基。1基あたり海面推力1.752MN（178トン、104%推力発生時）
- 最大搭載量：25,060kg
- 貨物室寸法：4.6m×18.0m
- 運用高度：190〜960km（100〜520海里）
- 最大速度：秒速7.743km(時速27,870km マッハ22.57相当)
- 軌道範囲：2,009km（1,085海里）
- 定員：飛行によって異なる。初期の頃は最小人員の2名で飛行したが、後の多くの飛行では5名になり、その後7名（船長、パイロット、数人の搭乗運用技術者、まれに航空機関士(フライトエンジニア)）で構成するのが一般的になった。STS-61-AとSTS-71の2回の飛行では8名が搭乗した。STS-3xxと呼ばれる緊急救助飛行では、11名(4人乗りで打ち上げて、7人を移乗)を搭乗できるよう検討されていた。

外部燃料タンク諸元（超軽量タンク）
- 全長：46.9m
- 直径：8.4m
- 燃料容量：2,025m3
- 空虚重量：26,535kg
- 発射時重量：756,000kg

固体燃料補助ロケット諸元
- 全長：45.46m[41]
- 直径：3.71m[41]
- 空虚重量（1機あたり）：68,000kg[41]
- 発射時総重量（1機あたり）：571,000kg[42]
- 推力（発射時、海面推力）：12.5MN（1,281,360kg）[22]

完成型詳細
- 全長：56m
- 発射時総重量：2,000,000kg
- 発射時総推力：30.16MN(3,091,680kg)

## 飛行手順の詳細

### 発射

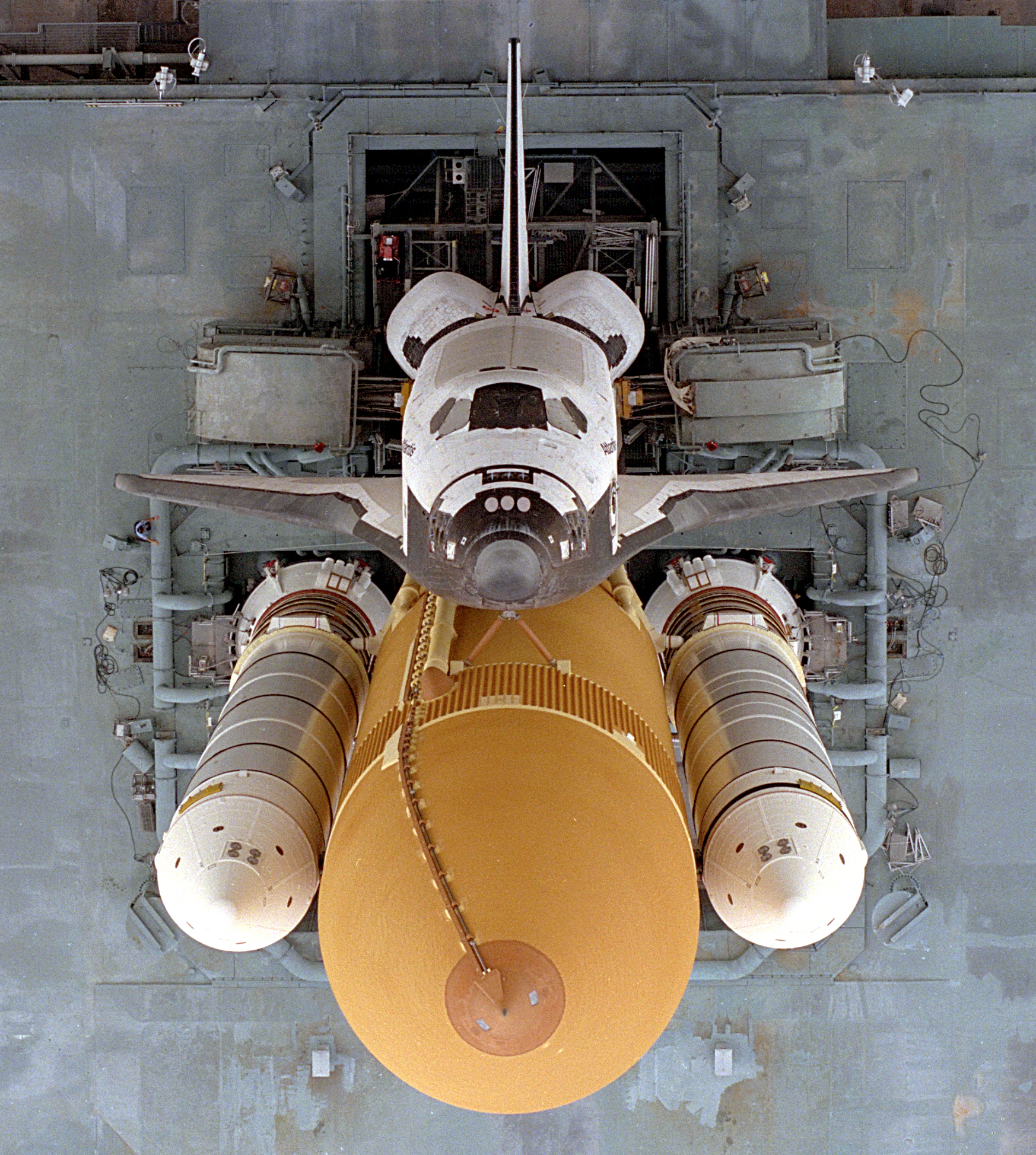
STS-79で、移動式発射台上に設置されるアトランティス号。両主翼上部に見える灰色の箱状のものは、シャトルに推進薬を充填したり電力供給などを行うための地上設備。

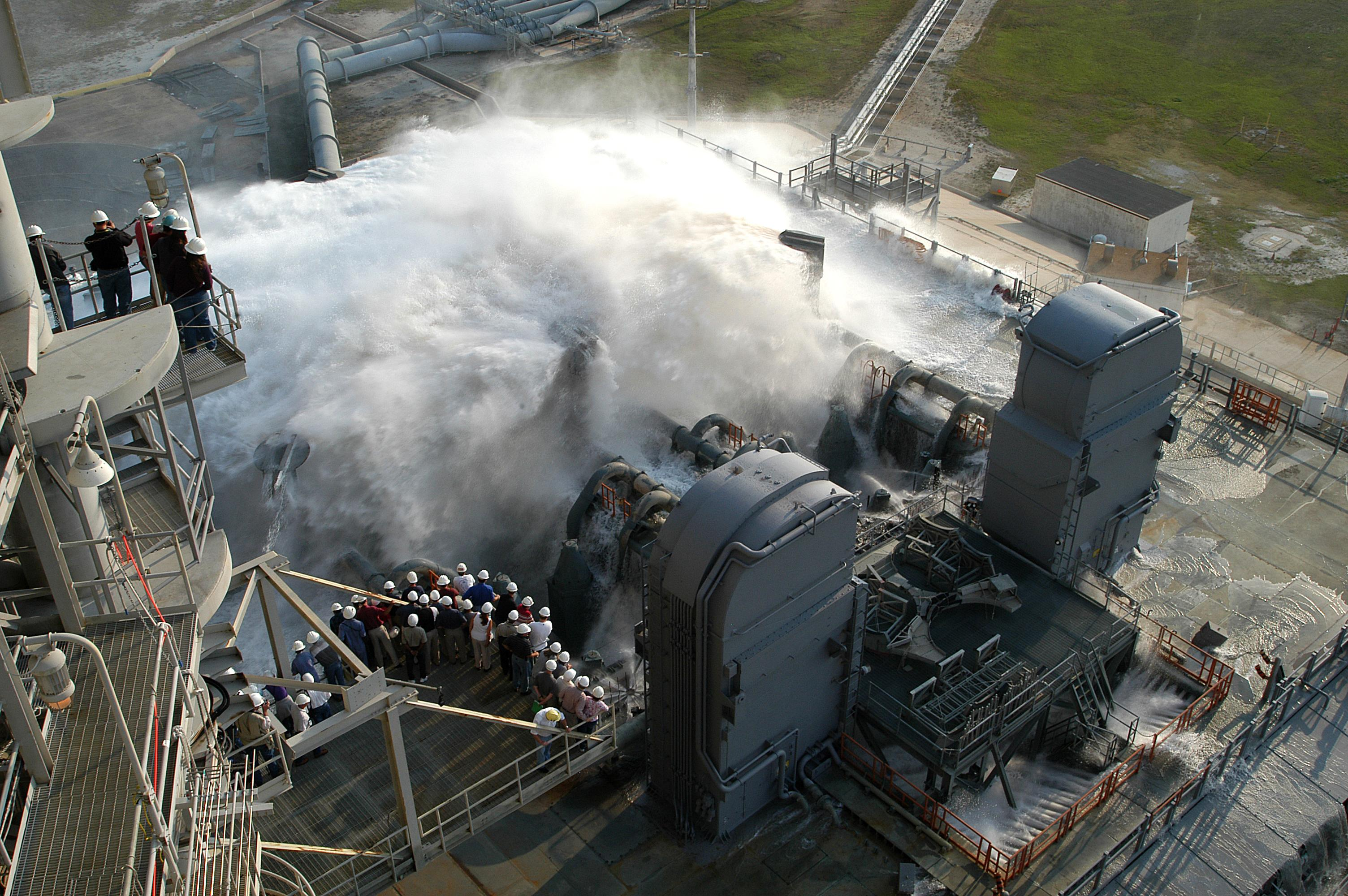
2004年、ケネディ宇宙センター39番発射台で行われた騒音抑制装置の試験の様子。発射時には、爆音で機体が損傷することを防ぐために41秒間で1,100m³の水が放出される。

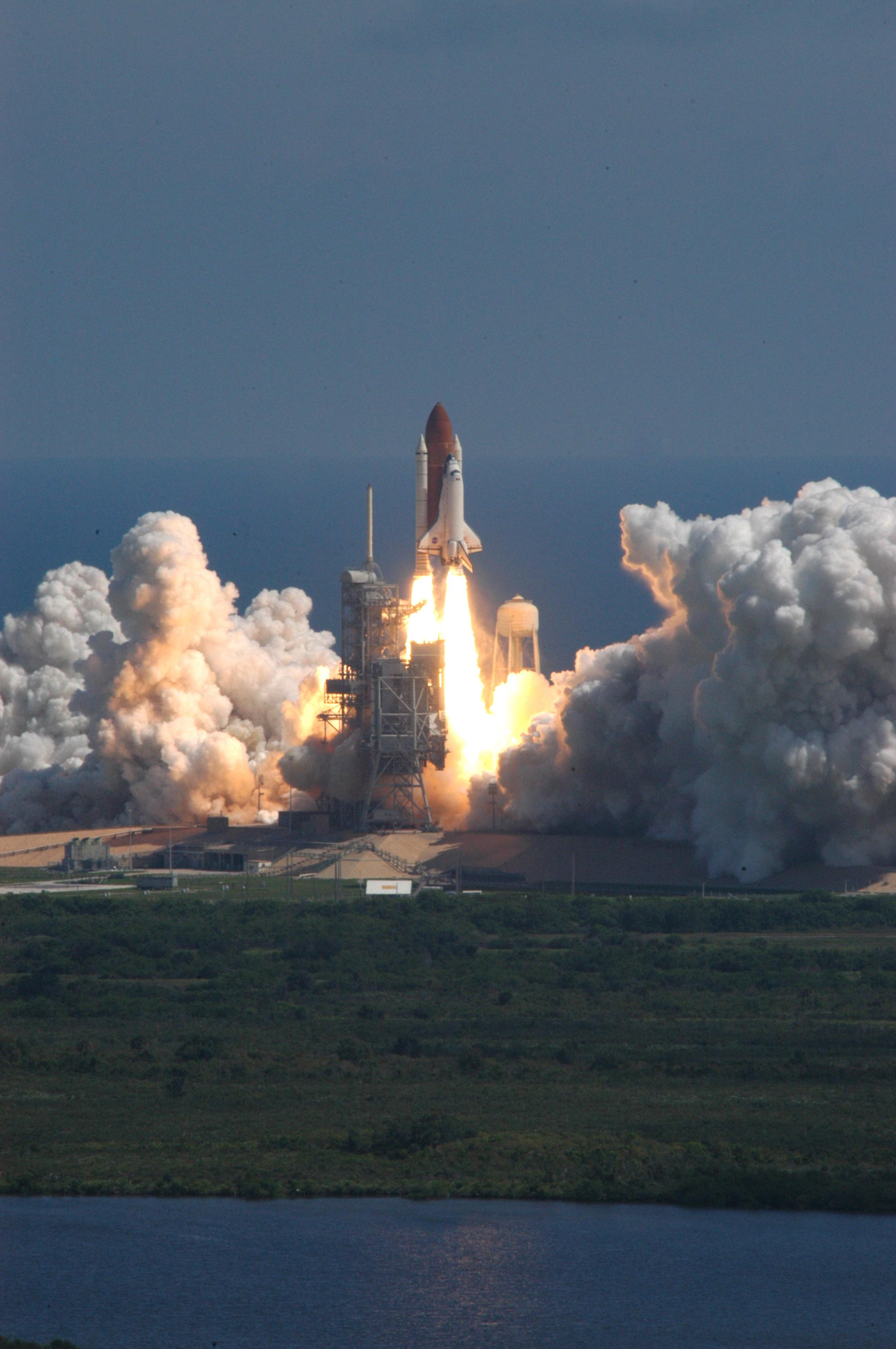
発射台から上昇してゆくところ。（アトランティス号、STS-115）

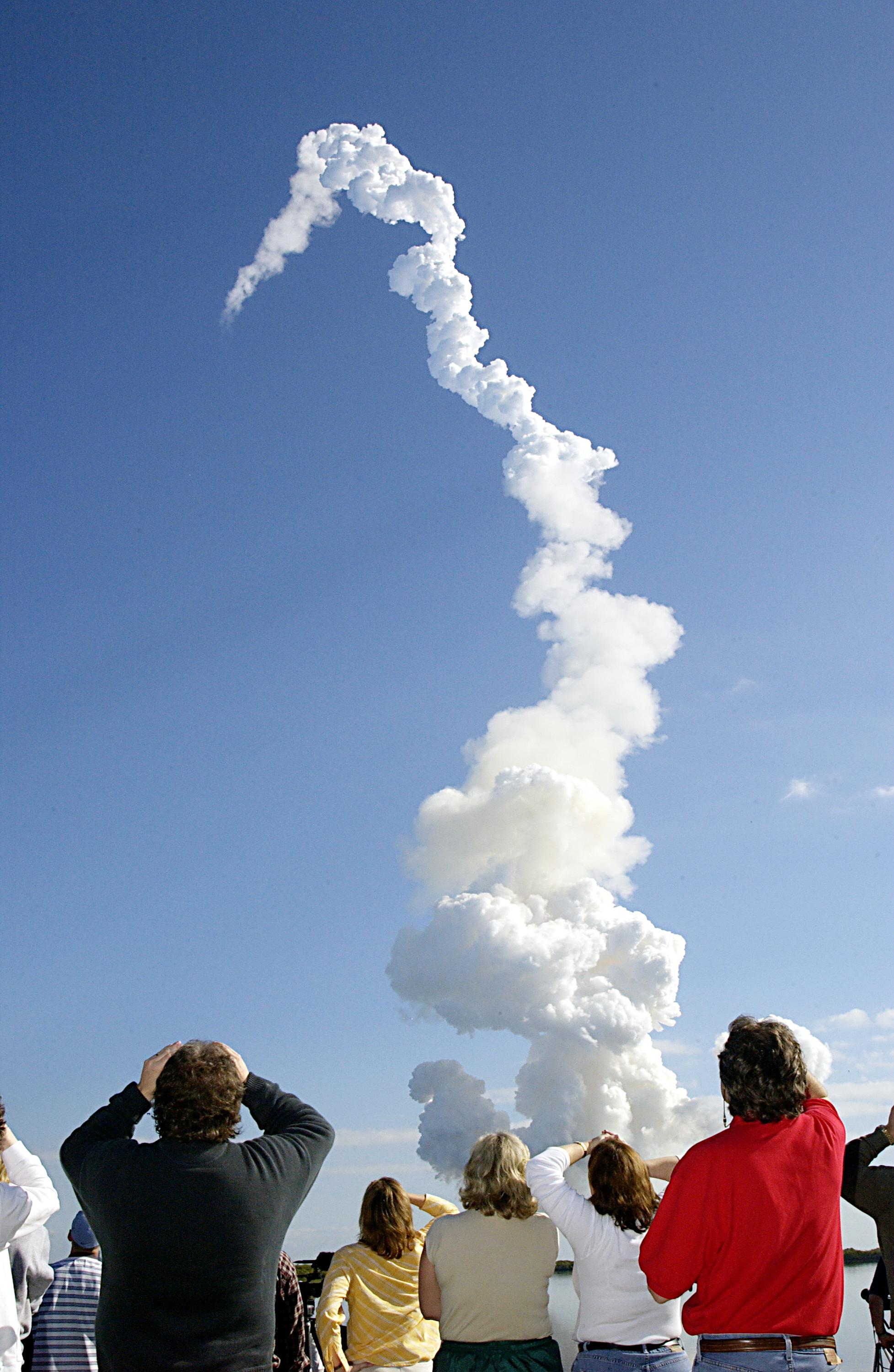
打ち上げられた後に地上から見える、空中に残された白い筋（コロンビア号、STS-107）

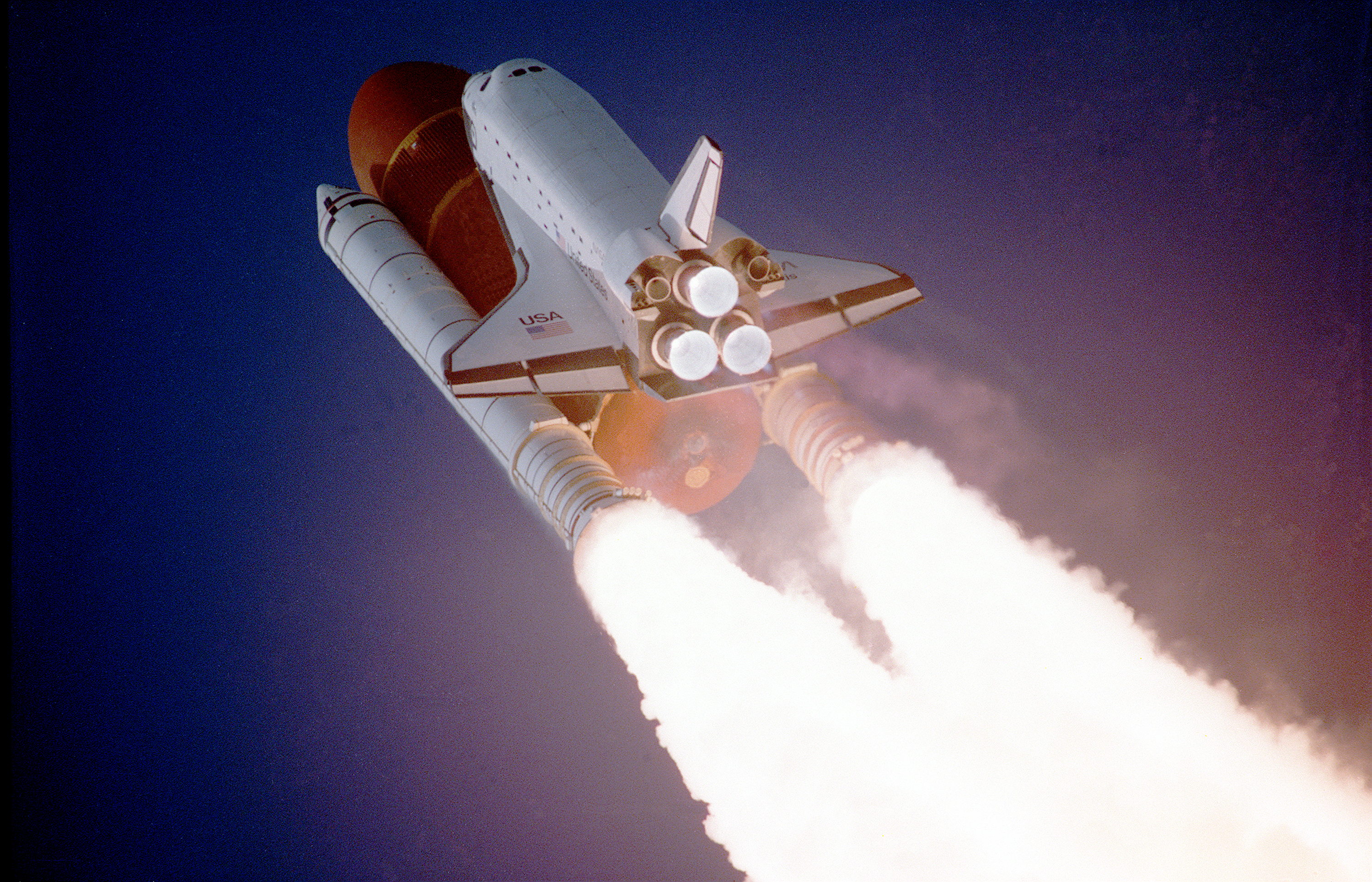
高高度を上昇中のスペースシャトル。この写真は望遠撮影（アトランティス号、STS-27）

シャトルの発射は、すべてケネディ宇宙センターで行われる。発射時に適用される天候基準は以下のとおりである。ただし、これだけに限定されるものではない。
1. 発射台周辺や飛行経路に一切の降雨があってはならない。
2. 気温は摂氏2℃以上37℃以下でなければならない。
3. 高度2,400mに上昇するまでの間に機体の姿を隠してしまうような雲が存在してはならない。
4. 高度9,000mに到達するまでの間、雷が発生する確率が20%を超えてはならない[43]。

特に落雷が起きる可能性がある場合には、シャトルは絶対に発射されない。航空機はしばしば雷の直撃を受けることがあるが、構造が伝導体であることや、電気的に接地されていないために電流が空気中に放電されることなどにより、機体が悪影響を受けることはない。これに対してシャトルは、機体構造は通常のジェット旅客機と同じように伝導性のアルミニウムで作られているので内部機器が電流の影響を受けることはないが、発射時に噴射される噴煙が機体と地面をつなぐ電線の役目を果たしてしまう。このためNASAの基準では、周辺10海里以内に積乱雲が発生している場合には発射を行ってはならないことになっている。当日は気象担当官が発射台周辺のみならず、大西洋を越えた緊急着陸地点やSRB（固体燃料補助ロケット）の回収点の天候なども監視し、最終的に発射を行うかどうかを判断する。シャトルは雷に対してはまず安全だとは思われるが、アポロ12号が発射された時には実際に落雷で船内が一時停電する事故が発生したため、NASAはこの件については特に慎重になっている。
長い間、シャトルは12月31日と1月1日をまたがっては飛行できなかった。1970年代に開発されたシャトル用のソフトウェアは年越しができるようには設計されておらず、もし飛行中にそれを強行するとコンピューターをリセットしなければならなくなり、予測できないようなエラーが発生する可能性が生じるからである。NASAの技術者がこの問題を解決したのは2007年のことで、これによってようやくシャトルは年を越えて飛行できるようになった。
発射当日はTマイナス9分前の最後のホールド（待機）が解除された後、いよいよ最終的な準備段階に入り、管制センターに設置された地上の打上げ管制装置 (Ground Launch Sequencer, GLS) が秒読み作業を引き継ぐが、もしシャトルに搭載された機器に重大な問題が発生した場合には秒読みは自動的に停止される。発射31秒前には、「オート・シークエンス・スタート (Auto Sequence Start)」と呼ばれる作業工程によって秒読み作業がGLSからシャトルのメイン・コンピューターに引き継がれる。
発射16秒前（Tマイナス16）、騒音抑制装置が作動し、猛烈な音響で機体が損傷を負わないようにするために移動式発射台やSRBの火炎偏向板（フレームトレンチ）に1,100m³の水が放出されはじめる。
発射10秒前（Tマイナス10）、SSME（メイン・エンジン）のノズル内に停滞している水素ガスを燃焼させて除去するために、ノズルの下で電気火花が飛ばされはじめる。エンジン周辺にこれらのガスが残っていると、点火する過程で搭載した検知機が異常を感知して、異常な加圧を招いたり爆発したりする可能性がある。この時、SSMEのターボ・ポンプが作動して燃焼室内に液体酸素や液体水素を供給しはじめる。この間、軌道船の4台のコンピューターは相互に指令を交わし、点火に必要なすべての動作を制御する。
発射6.6秒前（Tマイナス6.6）、SSMEの点火が始まる。点火指令は軌道船のGPC（汎用コンピューター）を経由して、3番エンジン（右側）、2番エンジン（左側）、1番エンジン（中央）の順に120ミリ秒の間隔を置いて送られる。GPCはSSMEの推力を90%にまで到達させると同時に、ノズルの向きを所定の位置に固定する。エンジンに点火されると、騒音抑制装置の水が蒸発して大量の水蒸気となり、南側に向かって噴出される。3基のSSMEの推力はそれから3秒以内に100%に達しなければならず、もしそれが実現しなかった場合はGPCがエンジンを緊急停止させる。逆に正常に推力が発生されていることが確認されれば、SRBを発射台に固定している8本の爆発ボルトが吹き飛ばされ、SRBに点火される。この時間こそが「Tマイナス0」と規定されている発射の瞬間であり、この直後に機体は上昇を開始する。そしてSRBは、いったん点火されたら燃料をすべて消費するまで燃焼を停止することはできない。SRBの排気ガスは北側に向かって掘られた火炎坑に沿って音速に近い速度で噴出され、しばしば衝撃波を発生させる原因となる。GPCは、4台の汎用コンピューターに設定された「発射手順制御装置（Master Events Controller）」と呼ばれるプログラムを介して点火の手順を実行する。上昇中に様々な異常事態が発生したときの緊急対応手順（中止方法）は、広範囲なものが用意されている。その大部分を占めるのは最も複雑で大きな負荷がかかるSSMEに関するもので、SRBが原因でチャレンジャー号爆発事故が発生した後には、緊急対応手順はより拡充されたものになった。
SSMEに点火されSRBが発射台から解放されるまでの間、機体はエンジンの推力によって機首下げの方向にわずかに（操縦席付近で約2m）傾く。この運動は、NASAの隠語で「うなずき (nod)」あるいは「はじき (twang)」などと呼ばれている。その後機体は約6秒かけてまた元の位置に揺れ戻ってきて、完全に垂直になった瞬間にSRBに点火されて上昇を開始する。
発射整備塔を離れた直後、シャトルは予定軌道に対応するためロール運動とピッチ運動を開始し、ETとSRBが上になった裏返しの姿勢になる。機体はゆるやかな弧を描きながら上昇し、燃料はどんどん消費されて重量が軽くなっていくため、加速度は徐々に増加していく。発射直後の加速度は1.2Gで、SRBが切り離される直前は2.5Gに増大し、SRB切り離し直後はいったん0.9Gに落ち、その後SSMEが燃焼を停止する直前には3Gにまで達する。地球周回軌道に乗るためには垂直方向よりもむしろ水平方向への加速がより多く必要とされるが、機体が視界から消える前はほぼ垂直に上昇していくため、水平方向への運動はほとんど確認することはできない。ISSが周回している高度380km付近での周回速度は秒速7.68km、時速27,650kmで、地表付近ではマッハ23に相当する。ISSは赤道に対して51.6°の傾斜角をもって地球を周回しているので、シャトルがランデブーをするためにはその角度に合わせる必要がある。

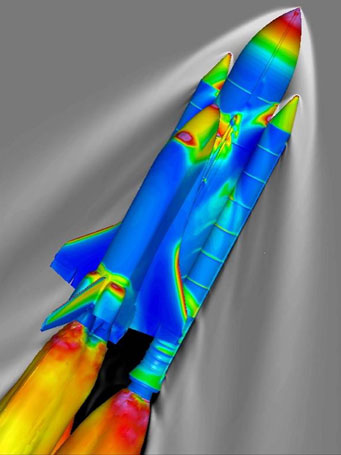
速度マッハ2.46、高度約20,000mに達した頃の機体表面の圧力図。気圧が低い部分から高くなるに従って青から赤へと色分けされている。灰色は機体をとりまく空気の密度を表している。「オーバーフロー (Overflow)」というソフトを使用して作成。

マックスQ付近では、機体の、特に主翼などの弱い部分にかかる空気力学的圧力を抑えるため一時的にSSMEの推力が65%にまで絞られる。その前後では、空気の急激な圧縮と断熱膨張によりベイパーコーン (vapor cone) やプラントル・グロワートの特異点が起こる。
発射126秒後、SRBをETにつなぎとめていたボルトが爆薬で切断される。SRBはブースター分離モーターを噴射して機体の後方へと押しのけられ、残った推力を偏向し180度のターンを行い燃焼を完全に終了し、真下を向いて落下する。SRBはパラシュートで海に着水して再使用のため回収されるが、シャトルはSSMEの推力でなおも上昇を続ける。この時点では、機体はSRBがなくなったことで推力と重量の比は1を下回っているため、SSMEの力だけでは地球の重力を振り切ることはできなくなる。しかし燃焼を続けるうちに燃料が消費されて徐々に機体が軽くなり、やがて推力：重量比は再び1を超え、最終的に軌道に到達するまで二度と1を下回ることなく加速を続ける。

機体はその後も機首をやや上に向けた姿勢で徐々に軌道を水平に近づけ、SSMEの力で加速する。発射から約5分45秒後、地上との直接通信が終了し、背面が宇宙空間に向いた姿勢になるよう機体を反転させる。地上との交信は、その後は追跡およびデータ中継衛星 (Tracking and Data Relay Satellite, TDRS) を介して行われる。
最後の10秒間には機体は相当に軽くなっているため、飛行士に負担をかけないよう加速度が3G以下になるように推力が絞られる。
メイン・エンジンは空転すると機器を傷める可能性があるので、燃料が完全に空になる前に停止される。液体酸素は液体水素よりも前に供給が停止される。液体酸素はより過激に反応する傾向があり、停止直後の加熱した金属部分に触れると爆発するかもしれないからである。ETはエンジン停止後に爆発ボルトで切り離され、大部分は大気圏内で消滅してわずかな部品がインド洋または太平洋に落下するが、どこに落ちるかは打上げプロファイルによって変わる。タンク内の配管はすべて密閉されており、圧力を解放するような装置は設けられていないため、ETは大気圏下層部で内圧によって破裂する。大気圏再突入時に表面の断熱材が焼失すると、内部に残っていた液体酸素や液体水素を熱から保護する手段がなくなるため、急膨張して爆発の大きな要因になる。このような手段によって、地上に大きな破片が落下するのを防いでいる。
ET分離直後は、軌道の近地点はまだ大気圏を離れてはいないので、そのままでは大気圏に再突入することになる。そのため軌道船は軌道操縦システム (Orbital Maneuvering System, OMS) を噴射し、近地点をより高い高度に設定してETと衝突するのを防止する。一部の飛行（すなわちISSミッションなど）では、打上げ能力を確保するためにOMSが、メイン・エンジンの燃焼後期に並行して使用された。投入時の軌道をこのように設定しているのは、ETを宇宙空間に放出せず大気圏内で廃棄するためと、もしOMSが点火しなかったり、何らかの理由で搭載室のドアが開かなくなるような事態が発生しても、このような軌道にしておけば自動的に地球に帰還できるから、という安全上の理由もある。

### 軌道上

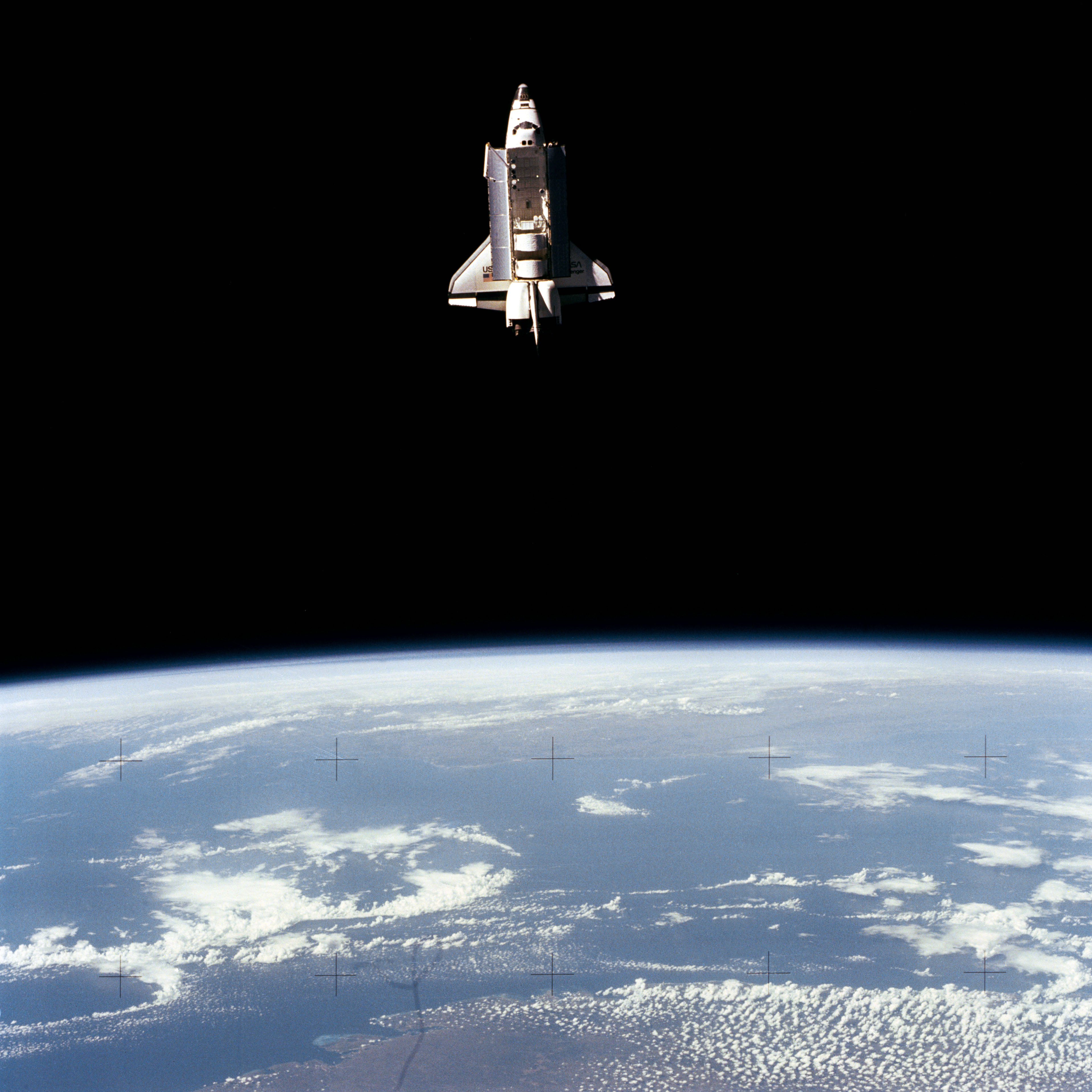
軌道上のチャレンジャー号（1983年）

軌道に乗ると、シャトルは様々な、しばしば相互に関連した任務をこなす。1980年代から90年代にかけては、NASAとヨーロッパ宇宙機関が共同開発した宇宙実験室 (Spacelab) などを含む宇宙科学計画や多種多様な衛星や科学探査機の軌道投入に使用されてきた。90年代から2000年代にかけては衛星打上げの任務は減少し、計画の焦点はもっぱら宇宙ステーションの建設に移った。ほとんどの飛行は数日から2週間程度で終了するが、軌道滞在期間延長機器 (Extended Duration Orbiter) を搭載したり国際宇宙ステーションにドッキングすれば、滞在期間をさらに延長することもできる。

### 大気圏再突入および着陸
シャトルの大気圏再突入の過程では、降着装置をおろすのと、対気速度計に使うピトー管 (air data probe) を展開する作業以外はすべてコンピューターが自動で行うが、もし何か緊急事態が発生した場合は手動で再突入することも可能である。滑走路への進入と着陸も自動操縦装置に任せることはできるが、通常は手動で行われる。
再突入の作業は、まず軌道船の飛行方向を反転させ、機体後部を進行方向に向けることから始まる。その姿勢でOMSロケットを進行方向に約3分間噴射し（逆噴射）、軌道周回速度を322km/hほど減速する。これにより、軌道の近地点を下げて大気圏上層部に入るようにする。逆噴射の間にかかる加速度は約0.1Gである。その後軌道船は反転して機首を下げ（地球から見ればひっくり返した姿勢になっていたので機首を上げる方向(ピッチ軸を時計回り)に180度回転）、機首を進行方向に向ける。逆噴射は、着陸地点のケネディ宇宙センターから見てほぼ地球の裏側の、インド洋上空の赤道付近で行われる。

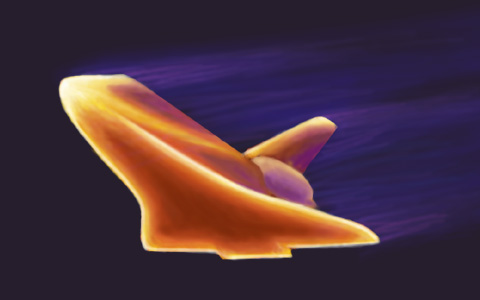
再突入時、機体表面の温度が1,500℃以上に上昇する状態を再現したシミュレーション画像

高度約120kmの熱圏下層部にさしかかる頃、機体にかかる空気抵抗が顕著になりはじめる。この時の速度はマッハ25（時速30,000km、秒速8.3km）ほどである。シャトルは40°ほどの迎角をとりつつ姿勢制御システムと動翼を併用して機体を制御し、長い航跡を引いて速度だけでなく熱も減少させながら次第に降下していく。空気抵抗が増加するにつれ、シャトルは宇宙船から次第に航空機としての性格を現すようになる。直進している間は、機体には機首を下げるかもしくは40°よりも高い迎角をとらせようとする力が働く。軌道船は途中で4回、70°以上の深いバンク角をとったS字飛行をする。この間迎角は40°を保ったままで、各Sターンは数分間行われる。この操作を行うことで、機体の運動エネルギーを上下方向ではなく左右方向に分散して減速する。このS字飛行が始まるのは熱負荷が最も強烈になる時間帯で、この間熱保護シールドは灼熱化し、加速度は最大となる。最後のターンが終わる頃には軌道船は完全に航空機(グライダー）となっており、機首を下げて機体を水平にし、着陸施設への進入作業が開始される。

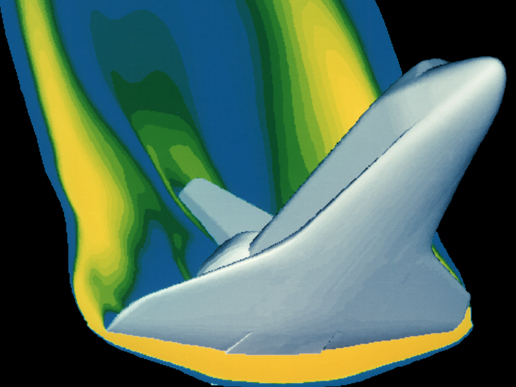
軌道船が超高速で飛行する状態をコンピューター・シミュレーションで再現した画像
- エンデバー号(STS-127)帰還の動画

軌道船の最大滑空比/揚抗比は速度によって相当に変化し、極超音速域では1:1、超音速域では2:1で、滑走路への進入と着陸を行う亜音速域では4.5:1にまで低下する。
大気圏下層部では、軌道船は毎秒50m（時速180km）という高い降下率を除けば通常のグライダーのように飛行する。この高い高い降下率は、しばしば「空飛ぶレンガ」「翼の生えたレンガ」と揶揄される。速度がマッハ3程度にまで低下したところで、機体の対気速度を検出するため、胴体前方下部の左右両側に設置された対気速度測定用のピトー管が展開される。

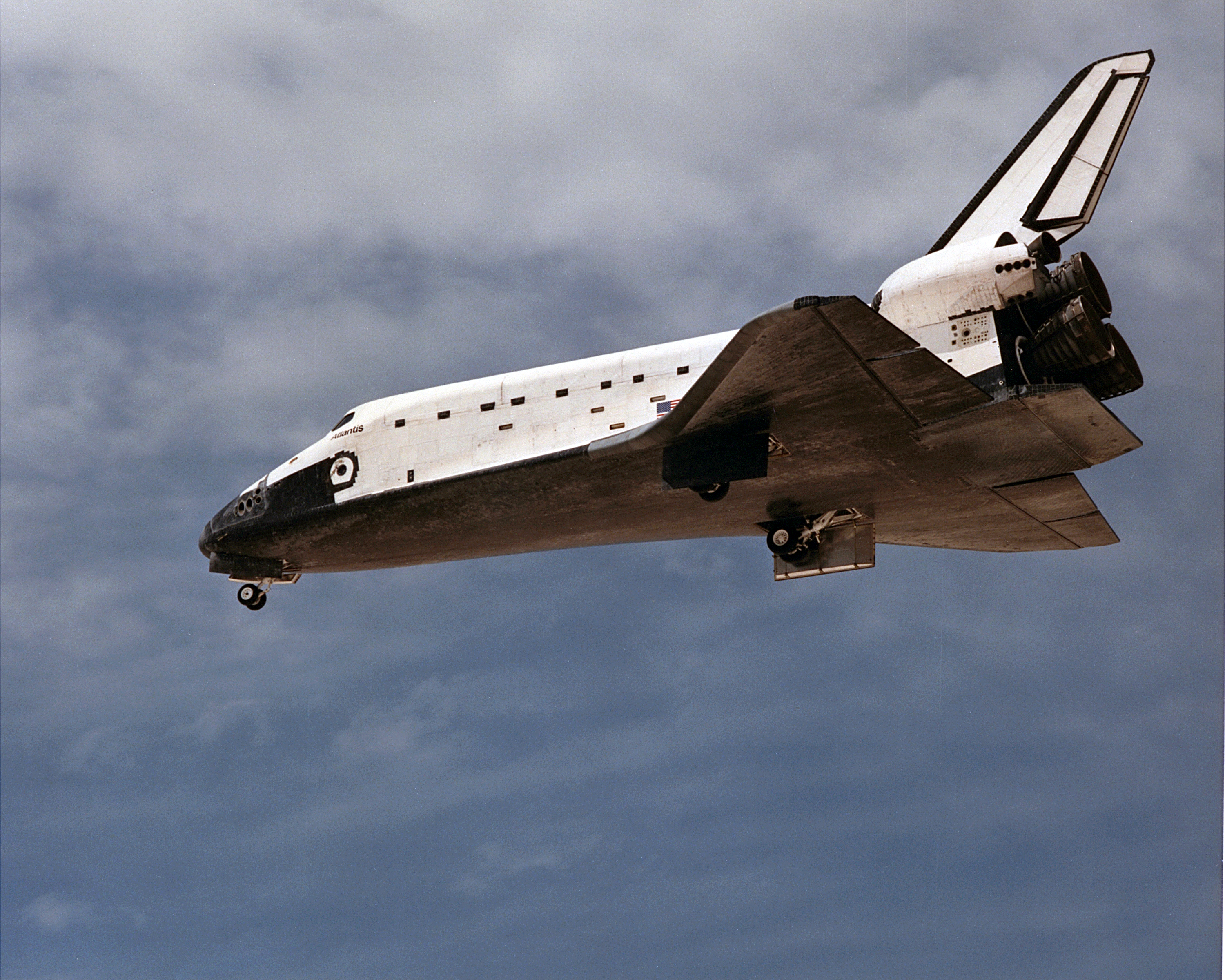
着陸直前、一般の航空機と同じように降着装置をおろすアトランティス号

高度3,000m、滑走路端まで12kmに達したところで、進入および着陸操作が開始される。飛行士は空力ブレーキを作動させ、機体の速度を682km/hから着陸速度の346km/hにまで減速させる（一般的なジェット旅客機の着陸速度は260km/h程度である）。機体のノーズは滑走路手前ギリギリまでノーズダウンの状態であるが、着陸寸前でノーズアップの状態とされ機体下面の空気抵抗を利用してさらに減速が行われる。430km/hで降着装置がおろされ、343km/hあたりでタイヤが接地し着陸する。シャトルは通常航空機に対して重く、着陸時のタイヤへの加重は過酷で、ボーイング747の2-3倍の63.6トンにもなる。タイヤは16層構造で1本4000ドルで6回まで再使用できるが、実際は使い捨てである。空力ブレーキの作動を補助するために、後輪または前輪が接地したところで直径12mのドラグシュートが展開されるが、どちらの段階で開くかはシュートの展開モードの選定によって変わる。ドラグシュートは機体が110km/h以下になった段階で投棄される。
着陸後は、機体の表面温度が下がるまで数分間待ち、有毒な水素やヒドラジン、四酸化二窒素（姿勢制御システムや3台ある補助動力装置の燃料として使用される）、アンモニアが機体周囲から検出されないかを確認し終えるまで、軌道船は滑走路上で停止したままにされる。支援車両によってパージとベント用の配管が軌道船の燃料配管と貨物室への配管に取り付けられ、着陸後約45-60分かけて有害なガスが除去される。
以上の着陸行程は、基本的にグライダーとして動作するために、やり直しが行えない。そのため着陸地点の天候は厳重にチェックされ、気象予報によっては他の着陸ポイントに変更される。機体は航空機としては非常に重量があるため、通常の飛行場の滑走路では耐えられず、特別に強化された路面をもつ飛行場が選ばれた。通常はNASAシャトル着陸施設の長さ5.2kmの滑走路が主に使用されるが、カリフォルニア州のエドワーズ空軍基地も使用された。この他世界各地に予備の着陸地点が指定され、日本では嘉手納飛行場がその一つであった。
上記のような操縦特性とアプローチに習熟するため、NASAではガルフストリーム IIを改造したシャトル訓練機での訓練を行っていた。

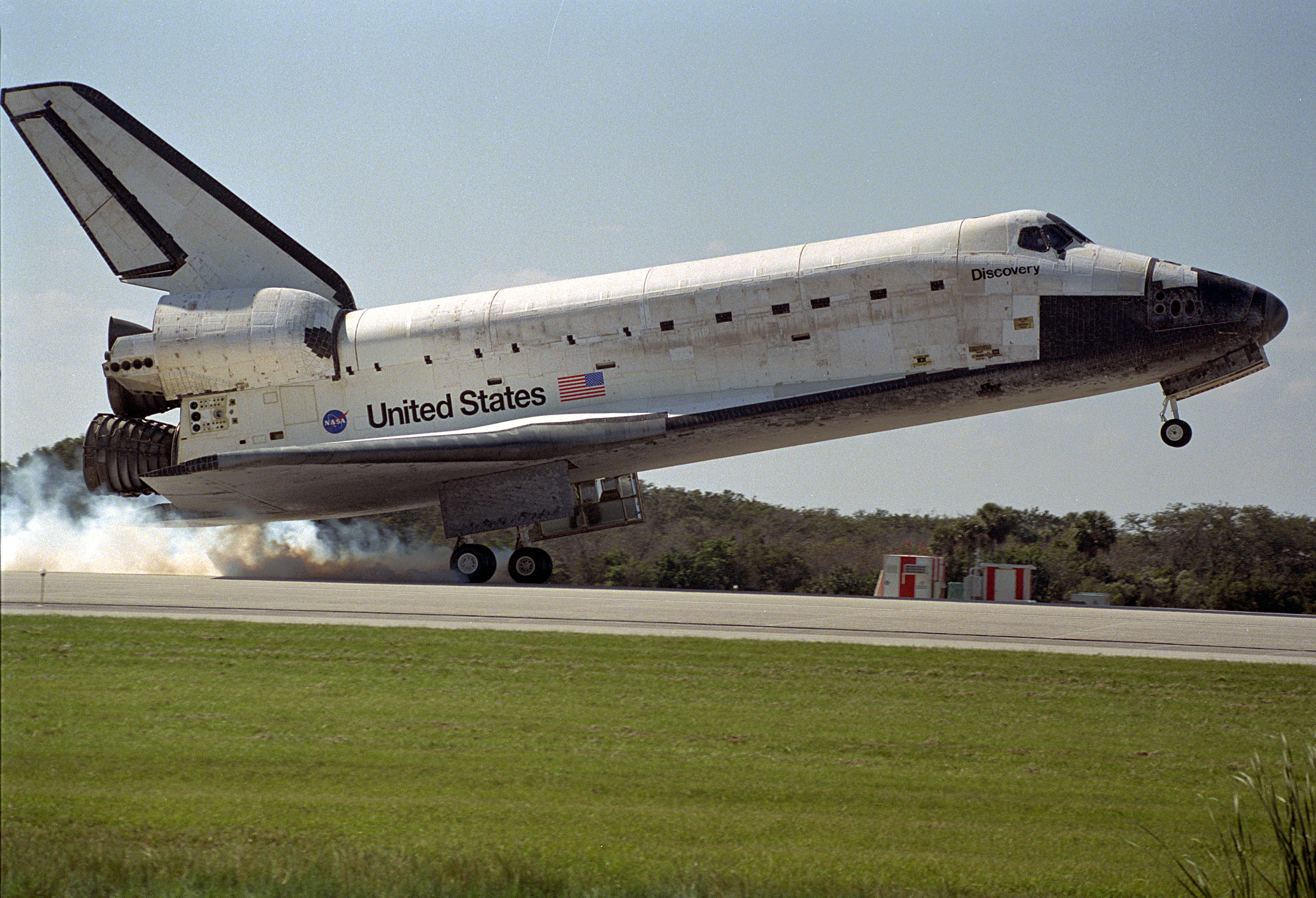
タイヤが接地する瞬間、摩擦で煙があがっているところ（ディスカバリー、STS-95）
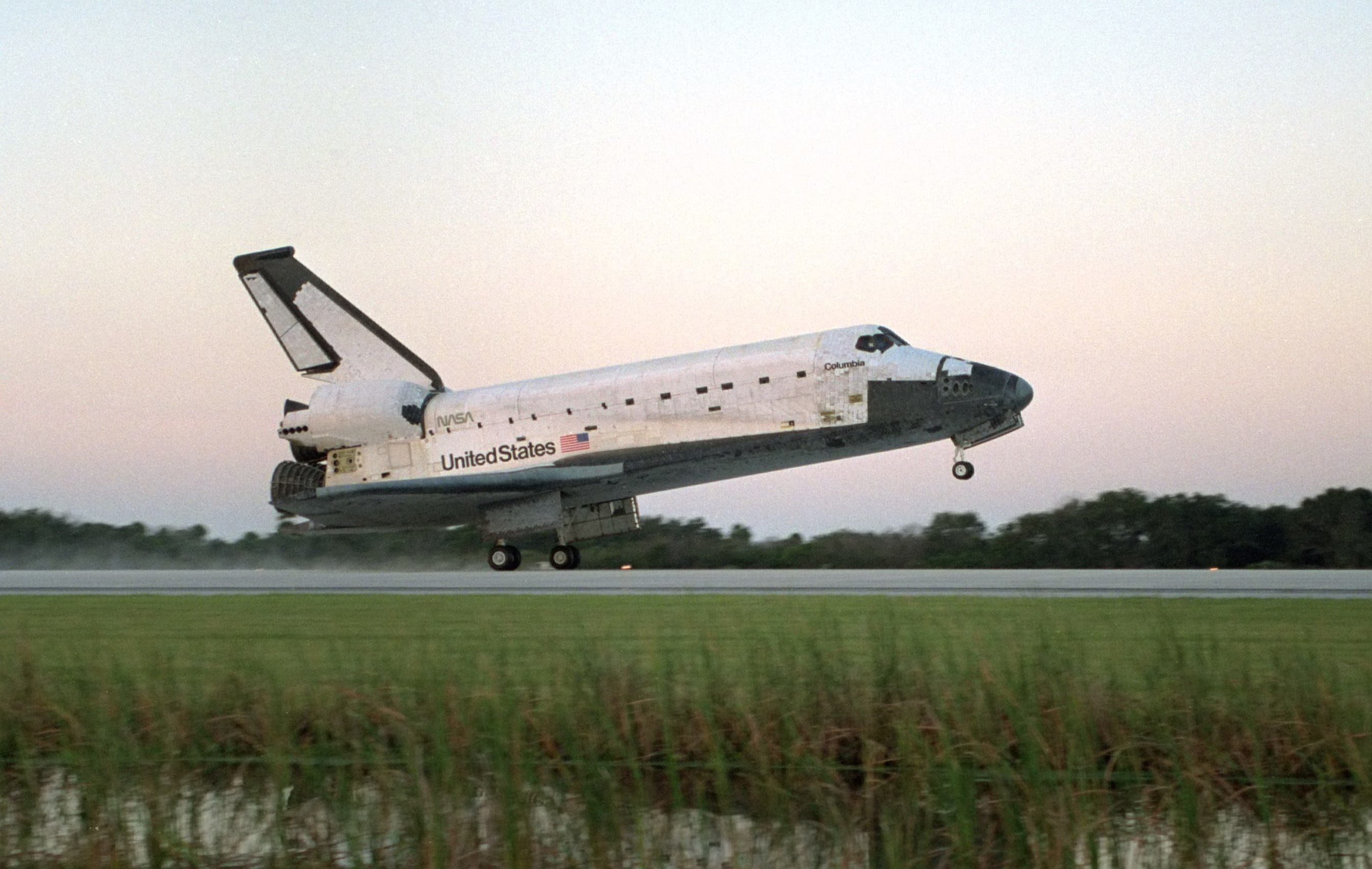
着陸（ケネディ宇宙センター、コロンビア、STS-73）
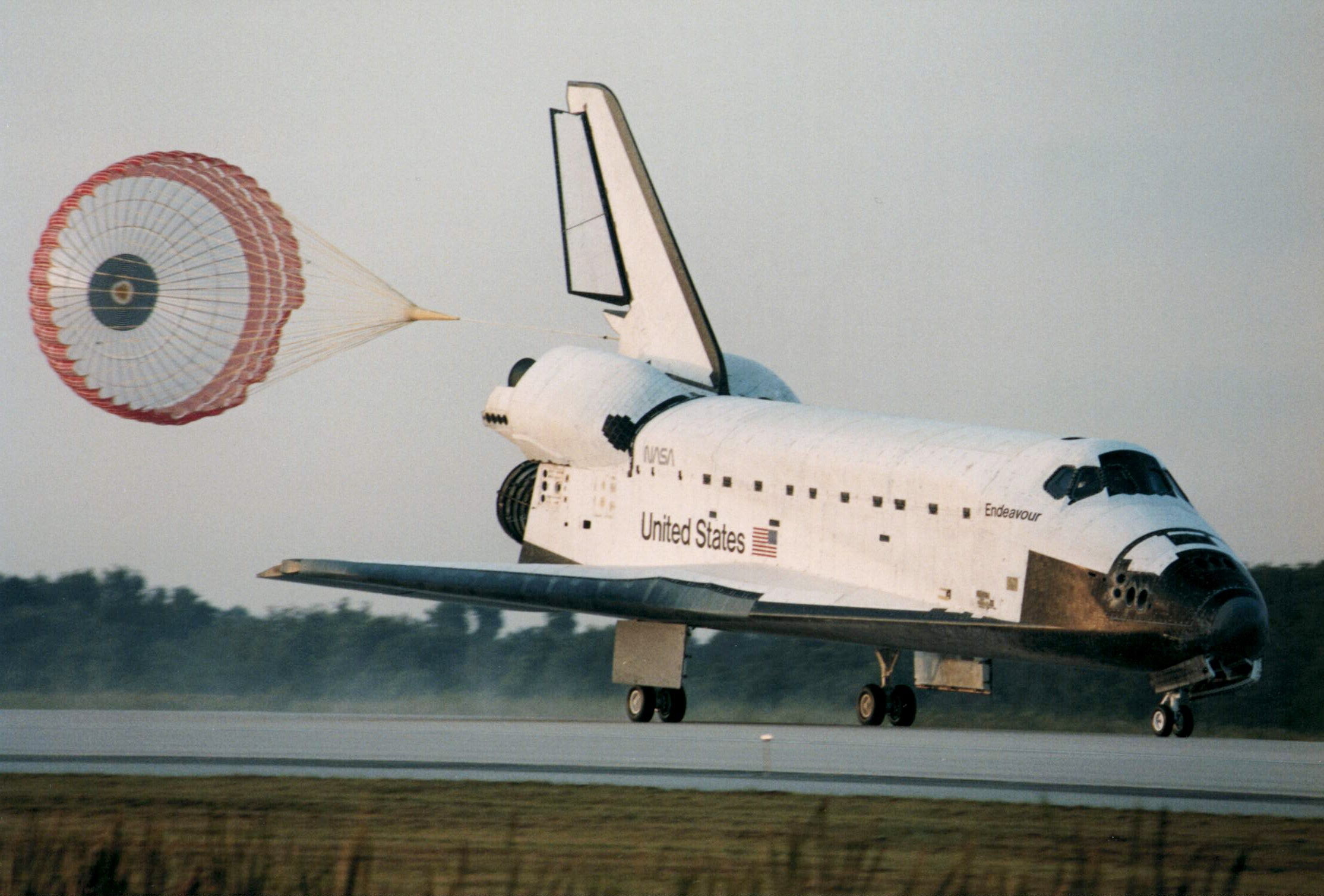
着陸直後、減速のためにドラグシュート（後方のパラシュート状のもの）を展開する（エンデバー号）
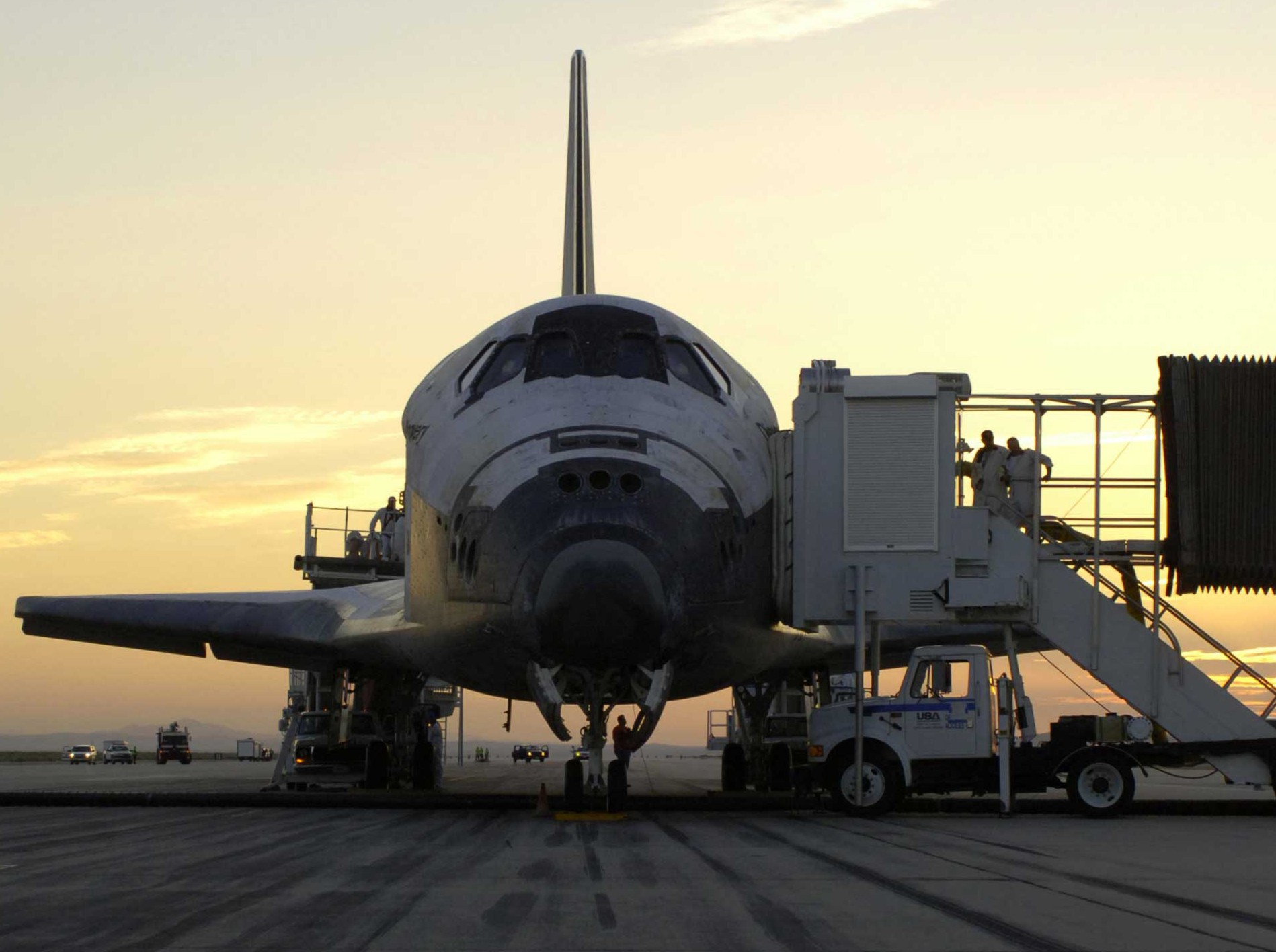
停止後、乗降用のタラップが寄せられたところ。（ディスカバリー号）
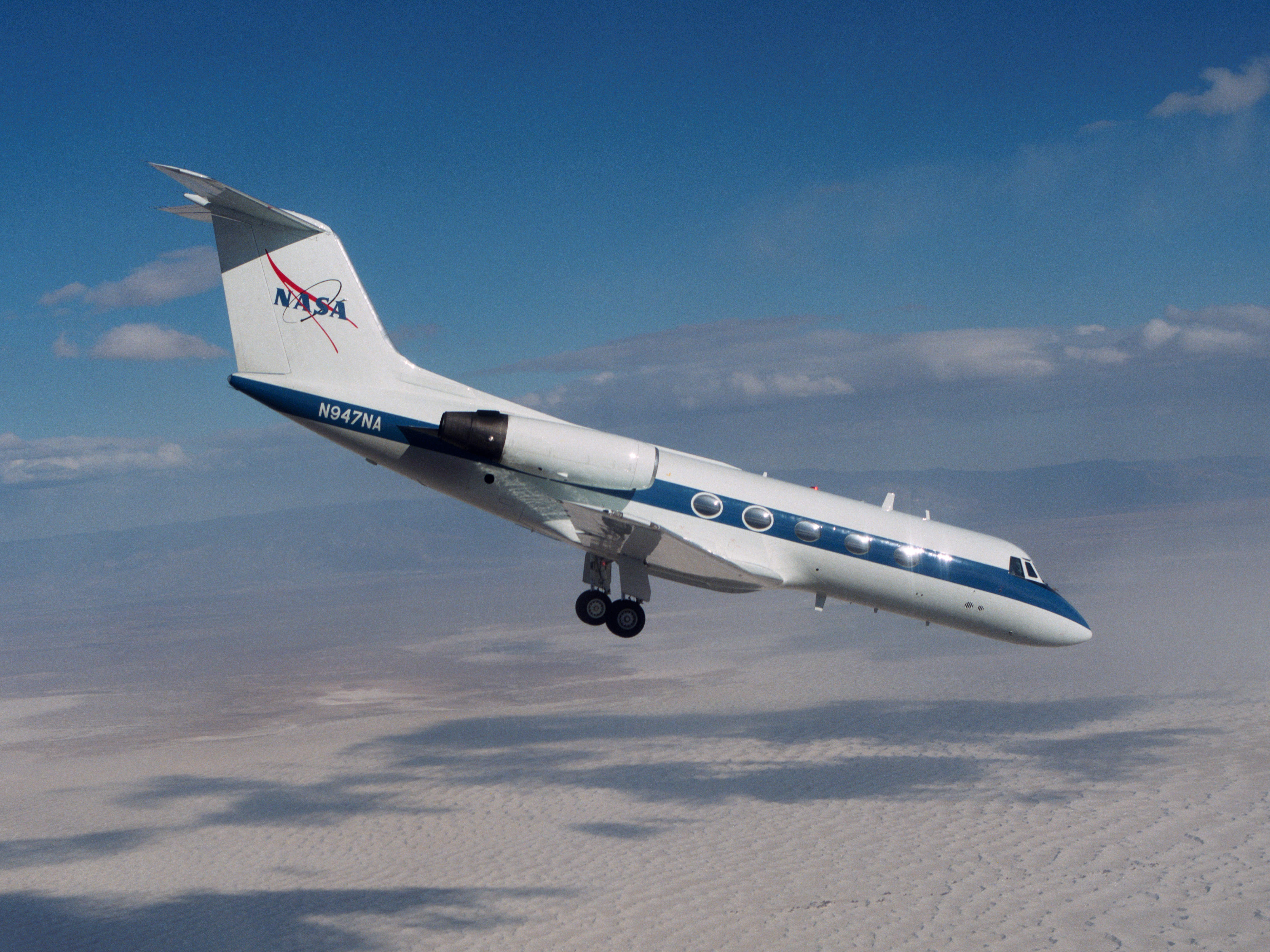
シャトル訓練機

### 着陸施設
シャトルの着陸は、初期はカリフォルニア州エドワーズ空軍基地に、ケネディ宇宙センターの滑走路が整備された後は基本的にはケネディ宇宙センターで行われることが多かった。ケネディ宇宙センターの天候が不順な場合は回復するまで宇宙で待機したり、あるいはエドワーズ空軍基地やその他世界中に配置された代替基地に着陸することもできた。アセンション島空軍基地のように他国と共同運用する代替基地では、協定に基づき滑走路の整備はアメリカが行っている。ケネディ以外の施設に着陸するということは、その後にシャトル輸送機でケープ・カナベラルまで運ばれて来なければならないことを意味した。代替着陸基地は3000m級の滑走路を有しているが、ホワイト・サンズ空軍基地のように整備が不十分な場所もあった。STS-3ではコロンビア号がニューメキシコ州のホワイト・サンズ空軍基地に着陸したが、この滑走路は当時はまだ整備が行き届いておらず、細かい砂が機体に入り込んでその後の整備に支障を来し、シャトルを空輸するためのクレーン設備も準備する必要があるなど問題があった。結局、同基地に着陸したのはこの1回だけである。
代替着陸施設は多数あるが、エドワーズ空軍基地とホワイト・サンズ空軍基地以外は使用されることはなかった。エドワーズ空軍基地についても、シャトルの大陸横断に掛かる多額のコストのため近年はできるだけ利用しない方針が採られており、日本人最後の乗務となったSTS-131の着陸時にも一時は使用が決定していたが、最終的にはケネディ宇宙センターへの着陸となった。

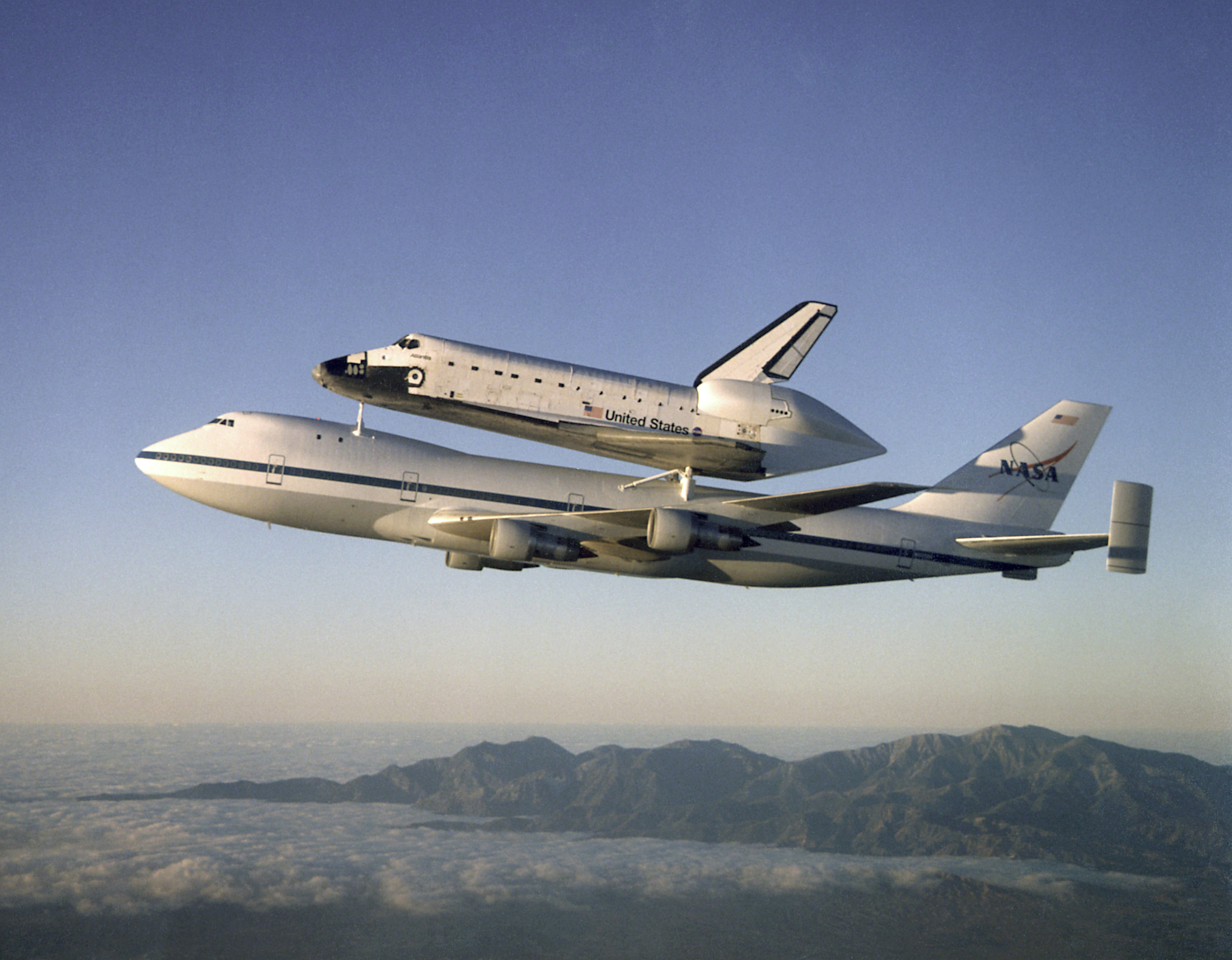
ボーイング747シャトル輸送機で運ばれるアトランティス号。1988年 (NASA)
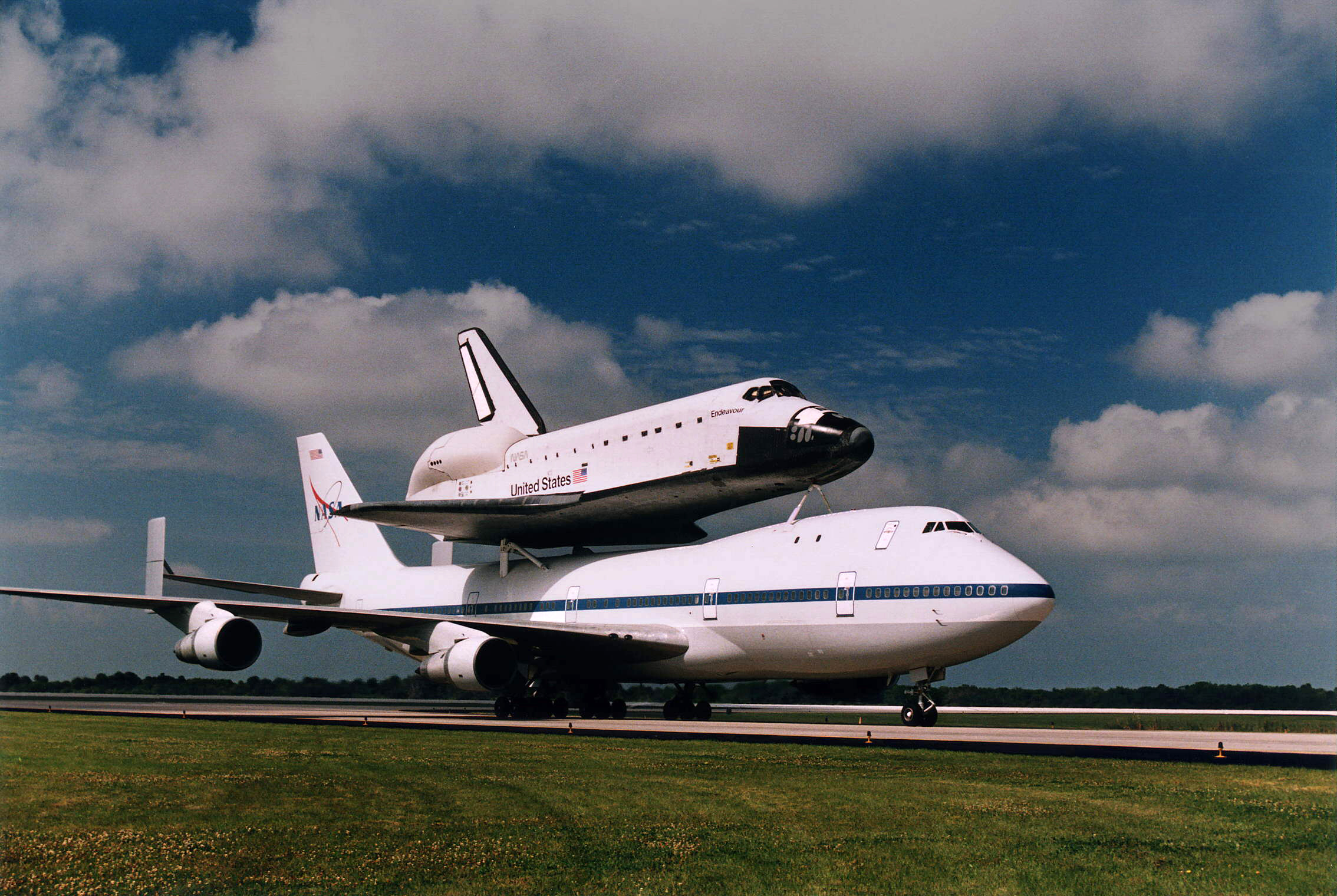
シャトル輸送機で運ばれるエンデバー号

## 飛行記録
主なシャトルの飛行記録は以下のとおりである。
| 日時           | 軌道船           | 主なできごと/注記                                                                                    |
| -------------- | ---------------- | --- |
| 1977年2月18日  | エンタープライズ | シャトル輸送機に搭載されての初飛行                                                                   |
| 1977年8月12日  | エンタープライズ | 初の単独滑空飛行。ロジャース乾湖に着陸。                                                             |
| 1977年10月12日 | エンタープライズ | 三度目の飛行。尾部保護カバーを取り除いての初飛行。ロジャース乾湖に着陸。                             |
| 1977年10月26日 | エンタープライズ | エンタープライズ最後の滑空試験。エドワーズ空軍基地のコンクリート滑走路への初着陸。                   |
| 1981年4月12日  | コロンビア       | 宇宙空間への初飛行 (STS-1)                                                                           |
| 1982年11月11日 | コロンビア       | 4名の飛行士を搭乗させての初の実用飛行 (STS-5)                                                        |
| 1983年4月4日   | チャレンジャー   | チャレンジャー初飛行 (STS-6)                                                                         |
| 1984年8月30日  | ディスカバリー   | ディスカバリー初飛行 (STS-41-D)                                                                      |
| 1985年10月3日  | アトランティス   | アトランティス初飛行 (STS-51-J)                                                                      |
| 1986年1月28日  | チャレンジャー   | 発射73秒後に機体が爆発 (チャレンジャー号爆発事故) (STS-51-L)。7名の飛行士全員が死亡。                |
| 1988年9月29日  | ディスカバリー   | チャレンジャー号事故後の初の再開飛行 (STS-26)                                                        |
| 1989年5月4日   | アトランティス   | シャトルを使用しての初の探査機発射（マゼラン、STS-30）                                               |
| 1990年4月24日  | ディスカバリー   | ハッブル宇宙望遠鏡発射 (STS-31)                                                                      |
| 1992年5月7日   | エンデバー       | エンデバー初飛行 (STS-49)                                                                            |
| 1996年11月19日 | コロンビア       | 17日間と15時間にわたるシャトルの最長宇宙滞在記録 (STS-80)                                            |
| 2000年10月11日 | ディスカバリー   | シャトル100回目の飛行 (STS-92)                                                                       |
| 2003年2月1日   | コロンビア       | 大気圏再突入時に空中分解 (STS-107)。7名の飛行士全員が死亡。                                          |
| 2005年7月25日  | ディスカバリー   | コロンビア号事故後の初の再開飛行 (STS-114)                                                           |
| 2010年2月8日   | エンデバー       | 最後の夜間発射 (STS-130)                                                                             |
| 2010年5月14日  | アトランティス   | アトランティス 号の計画上での最後の飛行 (STS-132)（後にSTS-135が追加され、それが最後の飛行になった） |
| 2011年2月24日  | ディスカバリー   | ディスカバリー最後の飛行 (STS-133)                                                                   |
| 2011年4月29日  | エンデバー       | エンデバー最後の飛行 (STS-134)                                                                       |
| 2011年7月8日   | アトランティス   | アトランティスおよびスペースシャトル計画最後の飛行 (STS-135)                                         |

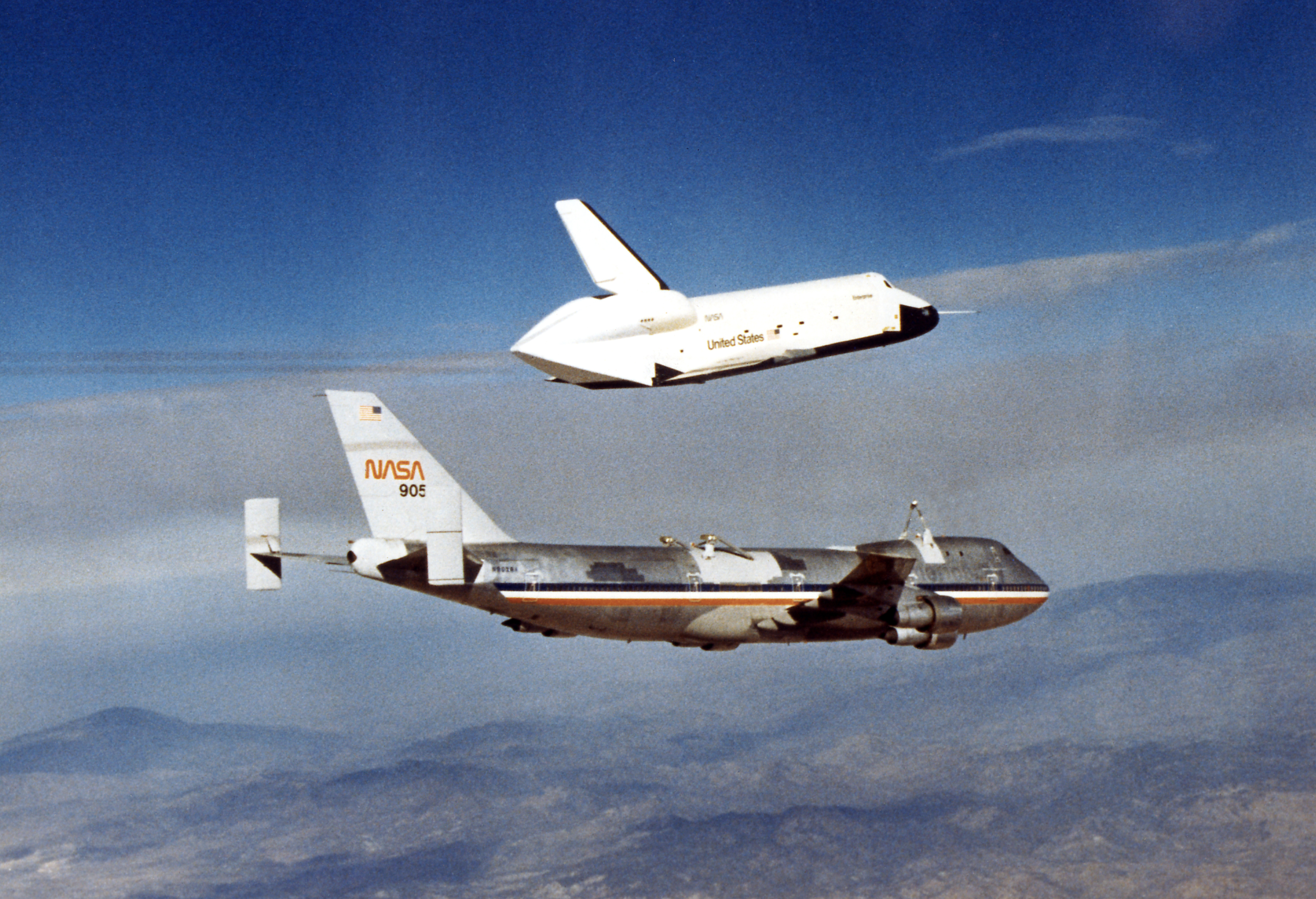
1977年、シャトル計画の一環である進入着陸試験で、カリフォルニア州エドワーズ空軍基地のドライデン飛行研究センターに向けて初飛行するエンタープライズ号 (OV-101)

出典：NASA打上げマニフェスト、NASAスペースシャトル公文書記録

### 事故
1986年1月28日、スペースシャトルチャレンジャー号が発射から73秒後に右側のSRBのOリングの故障が原因で空中分解し、搭乗していた7名の飛行士全員が犠牲になった。機体の最重要機器の一つであるOリングが、異常寒波が原因の低温により損傷した。現場の技術者は再三にわたり12℃以下の気温でのOリングの安全性は保証できないと警告したが、NASAの幹部はこれを無視した。
2003年2月1日、スペースシャトルコロンビア号が発射の際に主翼前縁の強化カーボン・カーボン断熱材が損傷したことにより、大気圏再突入時に空中分解した。地上管制室の技術者たちは損傷の広がりをより明確に把握できるよう、国防総省に対して三回にわたって高解像度の写真を撮影するよう要求し、NASAの熱保護システムの技術主任はコロンビアに搭乗している飛行士たちに耐熱タイルのダメージを調査させるべく船外活動の許可を求めた。NASAの幹部は国防総省の支援の動きに介入してこれを停止させ、船外活動の要求も拒否した。その結果、飛行士が自ら修理に赴くことや、発射準備作業中だったアトランティスで救援に向かうことの実現性は、ついにNASA幹部によって考慮されることはなかった。

## 退役
2011年7月8日（日本時間9日未明）に打ち上げられたアトランティスのSTS-135をもって、30年あまりに及んだスペースシャトル計画を終了した。当初の予定では2011年2月26日の打ち上げが最後になる予定だったが、後に追加予算が認められて、非常時の救援ミッションのために待機していたアトランティスをISSの補給ミッションに転用する形で同年7月の打ち上げが認められた。
シャトル退役による宇宙開発計画の間隙を埋めるべく、飛行士や搭載物をISSに運ぶだけでなく、地球を離れて月や火星まで到達できるような宇宙船が現在開発中である。当初「有人開発船（Crew Exploration Vehicle）」と呼ばれていた計画概念は、その後オリオン宇宙船やコンステレーション計画へと発展した。しかし2010年にオバマ政権はコンステレーション計画の予算を打ち切り、今後は低軌道への衛星発射の事業は民間企業に委託することを提案した。次世代の宇宙船が登場するまでは、飛行士がISSに到達しまた帰還するためにはロシア連邦のソユーズ宇宙船か、または開発中のアメリカの民間商用宇宙船に頼る以外に手段がなくなる。オバマ大統領の提案はアメリカ合衆国議会によって承認されたが、次の宇宙船が開発されるまでの5年間にシャトルを延長して使用する可能性を含む対抗案も2010年に議会で検討された。しかし結局、シャトルの退役計画は覆されなかった。
退役後は、ディスカバリーはスミソニアン博物館の国立航空宇宙博物館別館、アトランティスはケネディ宇宙センターの見学者用施設、エンデバーはロサンゼルスのカリフォルニア科学センターにそれぞれ展示される。国立航空宇宙博物館別館に展示中のエンタープライズは、同館にディスカバリーが展示されることに伴い、ニューヨークのイントレピッド海上航空宇宙博物館に移されることになっている。2010年4月、タイム紙は「2010年に最も影響を与えなかった人々」のリストの中にスペースシャトルを挙げ、その理由を「シャトルは従来のロケットのように格好良くないから」とした。

### 民間商用宇宙船への交代
2008年12月23日、NASAはISSへの物資補給を民間に委ねる商業軌道輸送サービス (COTS) に関する契約を、スペースX社およびオービタル・サイエンシズ社と取り交わしたことを発表した。スペースXは2012年にファルコン9ロケットでドラゴン宇宙船を、オービタル・サイエンシズは2013年にアンタレスロケットでシグナス宇宙船を打ち上げ、スペースシャトルに代わってISSへの無人補給ミッションを果たした。
NASAは次いでISSへの有人飛行も民間に委ねるべく商業乗員輸送開発 (CCDev) 計画を開始し、2014年にスペースXのドラゴン2宇宙船とボーイングのCST-100宇宙船を選定した。しかし、有人宇宙船の開発はたびたび遅延を繰り返し、民間によるISSへの有人飛行が実現したのは、スペースシャトル退役から9年後の2020年5月の事であった。

## シャトル訓練機

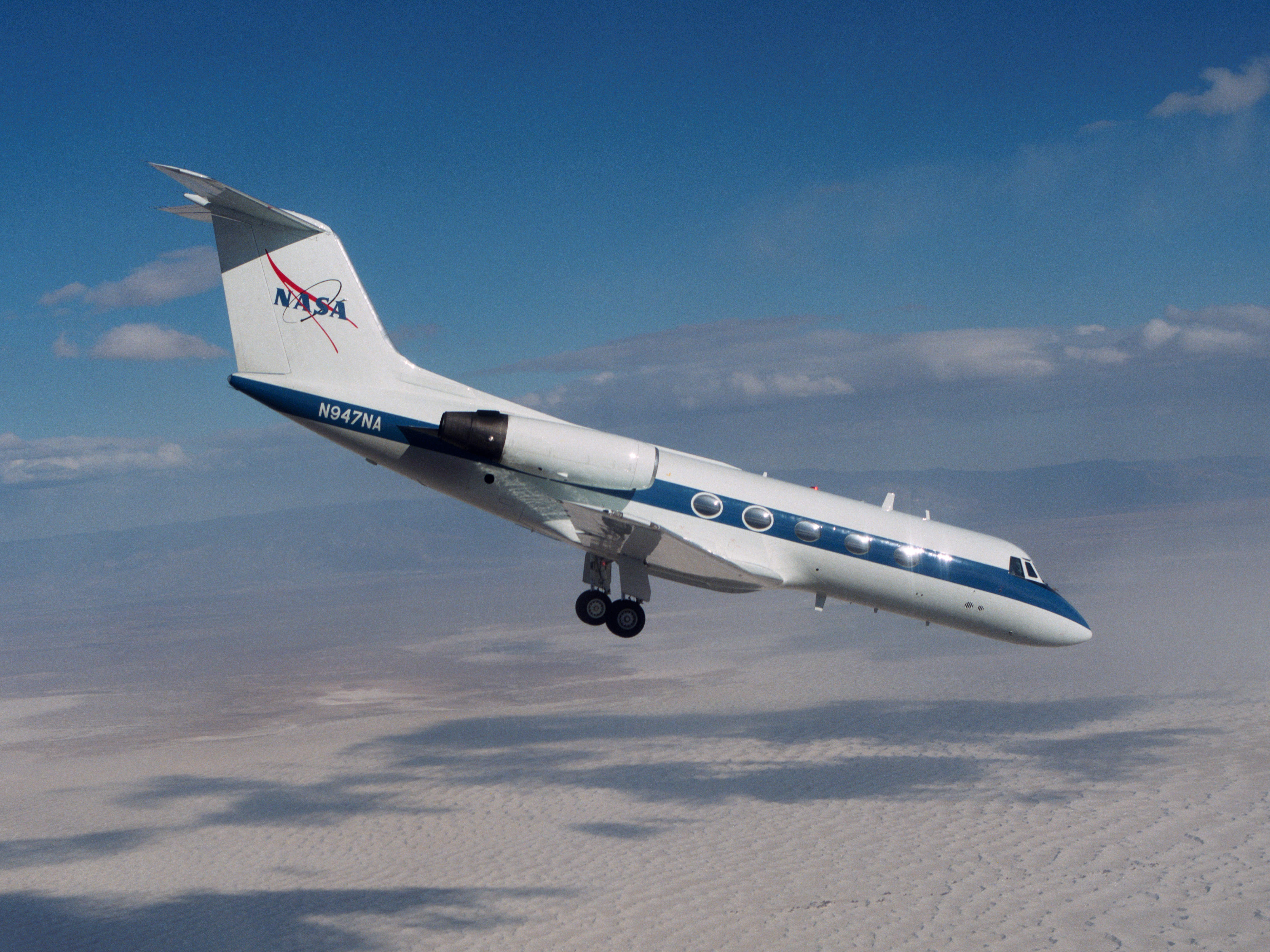
C-11A シャトル訓練機（N947NA）

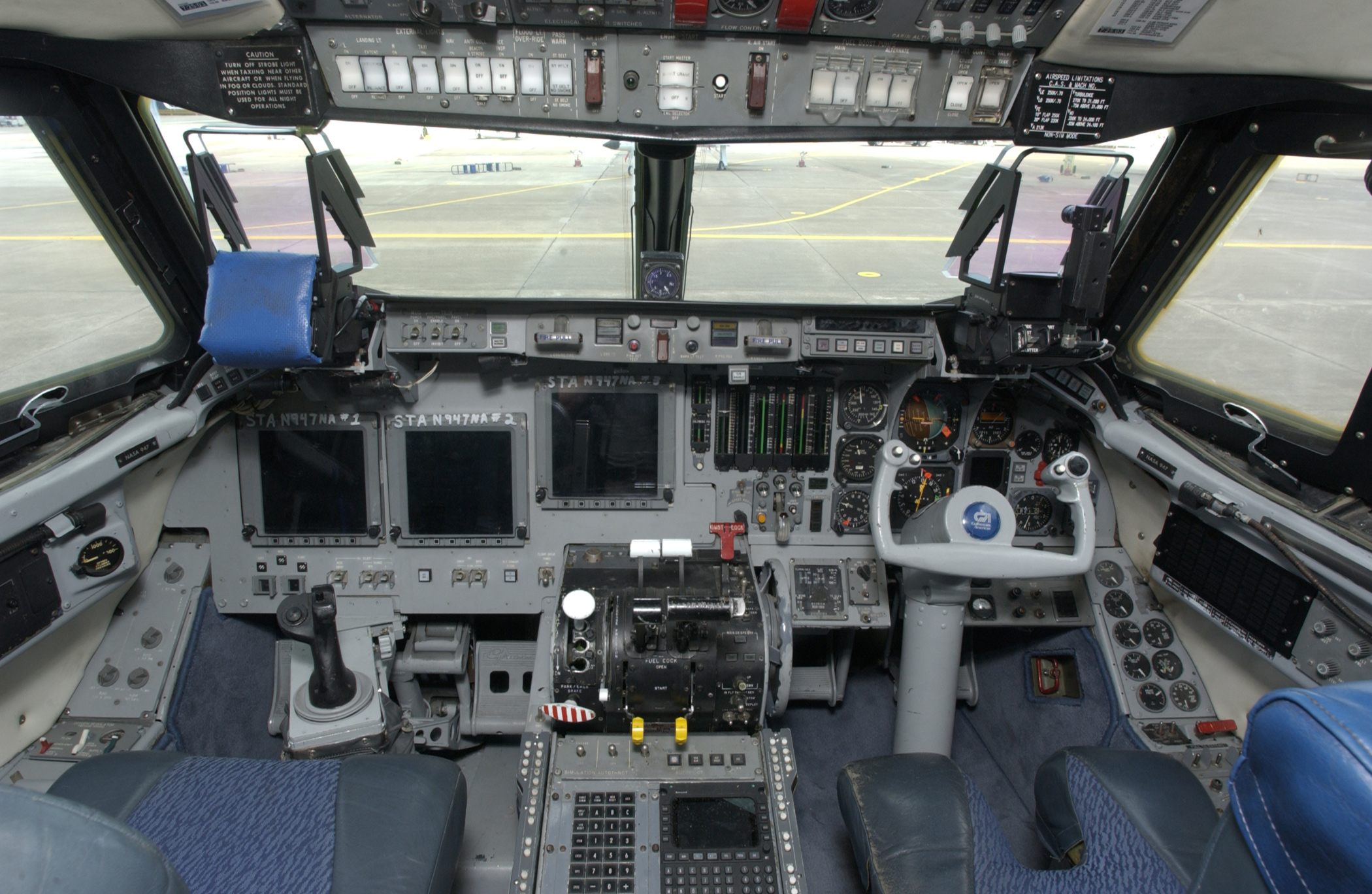
シャトル訓練機のコックピット。左席に訓練生が座る

シャトル訓練機 (STA) はシャトルの着陸訓練に使用されたアメリカ航空宇宙局の練習機である。グラマン ガルフストリーム IIをベースに4機が改造された。操縦特性が着陸進入時のオービタの挙動と合致するようになっており模擬的に着陸訓練を行うことが出来た。

### 開発
外観は飛行訓練中の高い空気力学的荷重に耐えられるように改造されていた。操縦室の左席がオービタの制御と視界を忠実に再現していた。通常の飛行は右席のみで可能となっており、訓練空域までの移動などはこちらで操縦する。

### 運用の歴史
4機のSTAが通常はテキサス州エルパソで飛行訓練を行い、ヒューストンで整備を行った。STAは同様にフロリダ州のケネディ宇宙センターでも使用された。

### 機体
- N944NA (sn144)
- N945NA (sn118)
- N946NA (sn146)
- N947NA (sn147)

### その他の用途
機体後部には数名分の座席が設置されておりT-38が使用できない・人数が多い場合（T-38は2名）に、STAはジョンソン宇宙センターとケネディ宇宙センター間の乗員輸送に使用された。

## ギャラリー

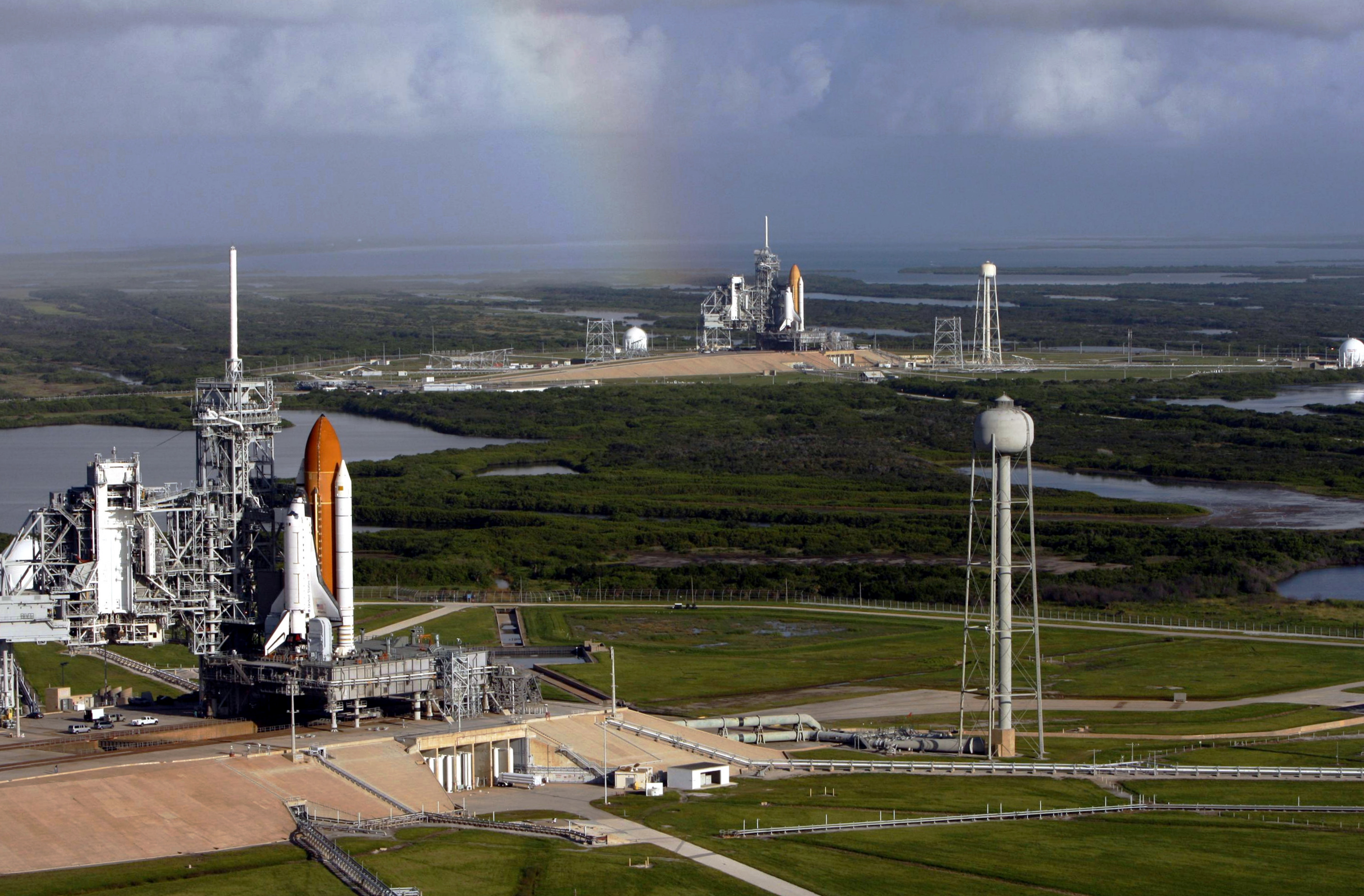
2009年、2機のシャトルが発射台で待機する様子。この状況はSTS-125（アトランティス号）がハッブル宇宙望遠鏡の修理のみに使用され、ISSの緊急救助用の機体を別に待機させておかなければならなくなったために生じた。
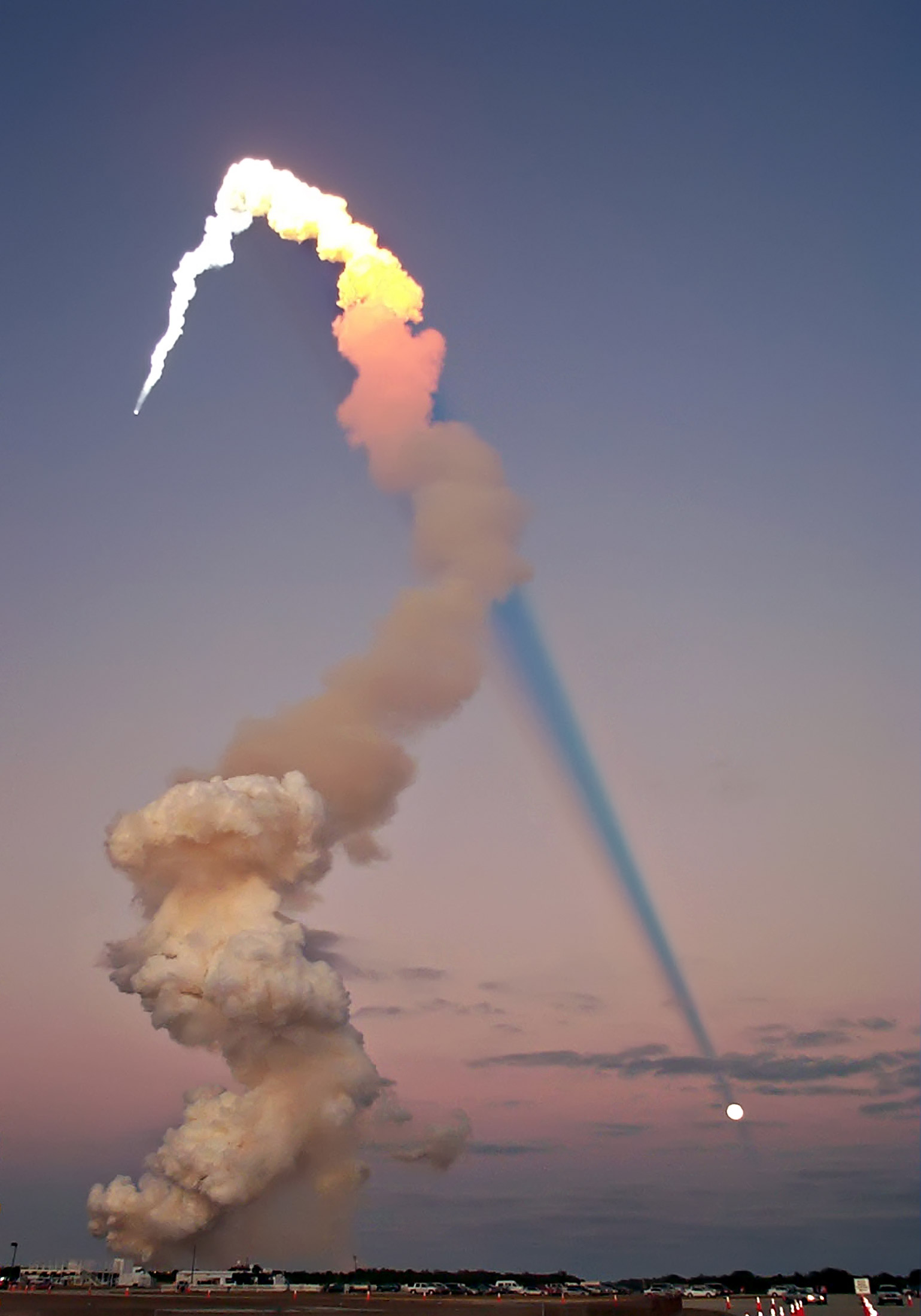
2001年、夕方に発射されたアトランティスの写真。太陽がカメラの後方にあるため、排煙の影が月と交差している。

## 架空のシャトル一覧
- 映画『007 ムーンレイカー』（1979年）より、ムーンレイカー号。
- 映画『スペースバンパイア』（1985年）より、チャーチル号。
- テレビドラマ『NASA〜未来から落ちてきた男〜』（1991年）より、フロンティア号。
- 映画『アルマゲドン』（1998年）より、インディペンデンス号、フリーダム号。
- 映画『ゼロ・グラビティ』（2014年）より、エクスプローラー号。
- 映画『シャークネード エクストリーム・ミッション』（2015年）より、インディペンデンス号。

## シャトル派生型打ち上げ機

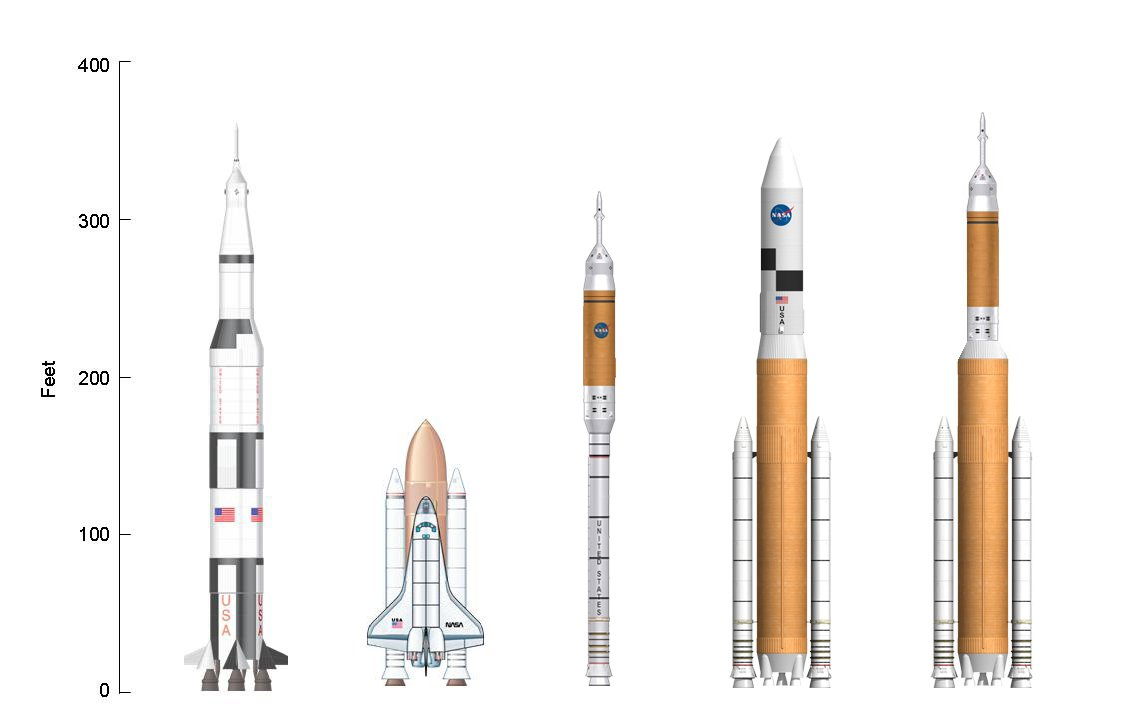
サターン V, スペースシャトル, アレス I, アレス V, と アレス IV.の比較

シャトル派生型打ち上げ機 (Shuttle-Derived Launch Vehicle) または単純にシャトル派生機 (Shuttle-Derived Vehicle, SDV) は、スペースシャトル計画で開発された技術を基にしたロケットで幅広い機種がこれまで提案されてきた。しかし2022年に後述のスペース・ローンチ・システムが唯一打ち上げを果たした一方、それ以外の多くの案は実用化には至っていない。1980年代末から1990年代初頭にNASAは公式に貨物専用のシャトル-Cを研究してきた。

### 概念

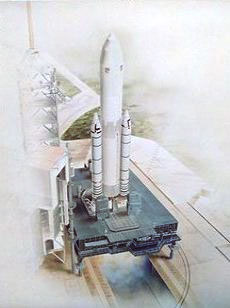
1978年にチオコール社で提案された直列型シャトル派生機の絵

SDVの概念はシャトル自体が飛行を開始した当時から提案された。SDVの概念には以下を含む:
- 有翼のオービタを無人化された使い捨ての貨物ポッドに交換する（"側面搭載型" SDV）
- オービタを取り除いて外部燃料タンクの上部に上段と貨物部を備える（"直列型" SDV）
- かさばる貨物を打ち上げる為に大型の貨物コンテナを外部燃料タンクの後部に備える（後部貨物輸送機）
- 固体燃料補助ロケット (SRB) を回収用有翼"フライバック"液体燃料補助ロケットに換装する。
- 1本かそれ以上の本数の固体燃料補助ロケットに新開発の上段を開発して載せる。
- 耐用回数の末期のオービタから主翼を除いてスペースシャトルの外部燃料タンクを軌道上に投入して組み合わせて宇宙ステーションとして利用する。
- 2005年に明らかに前例のない1本の固体燃料ロケット（後に大幅に改良された"延長型"SRB）と新開発の2段目を使用するアレスIが発表された。

これらの案に共通するのは既存のスペースシャトルの構成要素を流用する事で開発費を抑え、より廉価に新型の重量物を軌道に投入する能力を持つ打ち上げシステムを開発しようという意図である。しかし、実際には個々の構成要素は新しい目的別には最適化されておらず、従来の構造体を流用する事によって補強が必要になるなど構造重量の増加の一因ともなり、最適化の障害となっている。有人飛行用としての高度な安全性を備え、再利用を前提としたシステムを使い捨てとして使用しようとした場合、過剰な安全装置等が貨物打ち上げには不要である場合も多い。その為、結局、新技術を盛り込んで最適化された構造の完全新規開発の機体と比較して無駄が多い事は否めず、生産、運用の過程で高くつく可能性が指摘されている。

### シャトルC

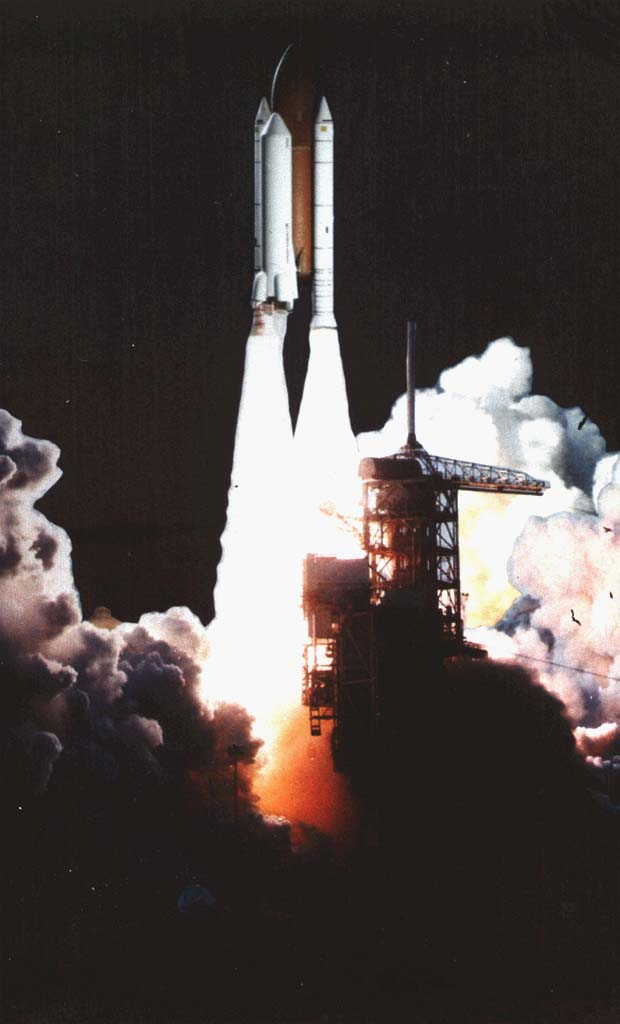
シャトルCの夜間打ち上げの想像図

シャトルCはアメリカ航空宇宙局が提案したスペースシャトルの構成要素を流用した無人貨物打ち上げロケットである。外部燃料タンク (ET) と固体燃料補助ロケット (SRB) とメイン・エンジンを備えた貨物用モジュールを組み合わせて使用される予定だった。複数のシャトルCの概念が1984年から1995年にかけて提案された。
シャトルCの概念は理論的にはシャトル計画で開発された再利用技術によって重量物打ち上げロケットの開発費を減らす事が期待された。提案は複数回行われ、いずれも既存のシャトルの構造体や使用回数限度の迫ったメイン・エンジンや航法コンピュータを流用するというものだった。中にはコロンビア号やエンタープライズ号を1回限りの貨物打ち上げ機として使用する案もあった。チャレンジャー号の事故の前にNASAは年間14回の打ち上げを期待していた。チャレンジャー号の事故の後にはこの打ち上げ頻度は複数の理由により非現実的である事が明らかになった。シャトルCは無人であるので高い打ち上げ頻度でも整備費が安く安全性に関する要求水準が低いと考えられた。
2段階の開発が計画された。第一段階として貨物輸送機の形状と大きさが検討された。NASAによる研究は小型だが最も打ち上げ効率の良い機能的な輸送機を示した。
1990年代初頭、NASAの技術者は火星探査用の宇宙船を組み立てる為に地球周回軌道へ80トンの使い捨ての6機のセグメントを打ち上げる為にシャトルCの設計を含む有人火星飛行計画を立案した。代替案は4機のサターンVを使用する案だった。ブッシュ大統領が2010年にスペースシャトルの運用を終了すると発表した後、これらの提案された仕様は検討対象から外された。

### DIRECT
DIRECTはNASAのビジョン・フォー・スペース・エクスプロレーションで提案されたアレスIとアレスVの代替案として提案された。元のシャトル派生打ち上げ機では"ジュピター"と称され、より野心的な"プロジェクト2"で重量物打ち上げロケットのレビタリアン、軌道周回支援ステーションオリンピア、ガロン重量貨物宇宙船、宇宙ステーションアルゴとヘリオスと乗員貨物船アルテミスから構成され2011年に打ち上げる計画だった。
2008年9月, DIRECTチームは69人のメンバーで構成されるとされ、 NASAの技術者、コンステレーション計画でNASAと契約した技術者とマネージャー62人から構成され、グループの刊行物によると少数のNASAには属さないメンバーもいる。
計画の名称である"DIRECT"はスペースシャトル計画のハードウェアと施設を"直接"移行する事によって最大限流用する哲学に由来する。
DIRECTには三つの派生機種があり2009年5月に最新の3.0版が発表された。2009年6月17日にワシントンDCで開催された有人宇宙飛行計画委員会の公聴会で明らかになった。
10月11日に2010年のNASAの権限法 (S. 3729) へのオバマ大統領による調印によってスペース・ローンチ・システムが義務化され、DIRECTチームは彼らの努力の成功を宣言した。彼らは新しい宇宙技術企業である: C-Star エアロスペース, LLC.へ組織変更した。

### スペース・ローンチ・システム

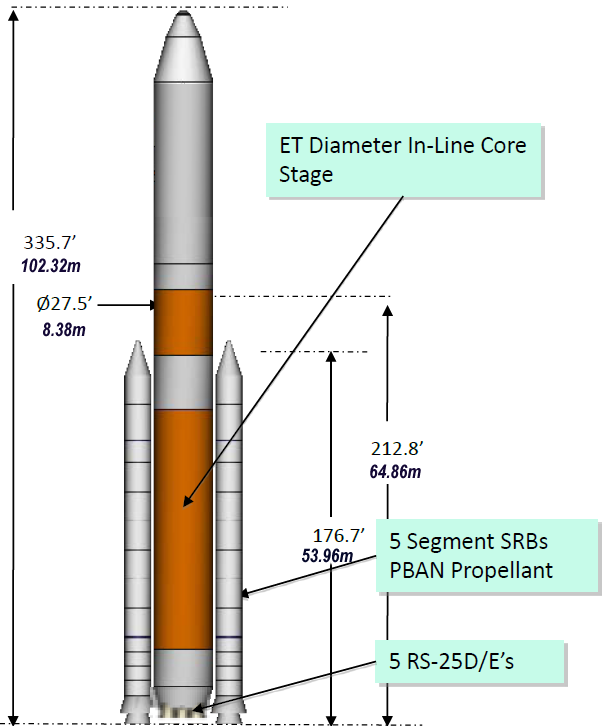
2011年2月のNASAのスペース・ローンチ・システム (SLS) の仕様

スペース・ローンチ・システムまたはSLSはNASAがコンステレーション計画の中止に伴いスペースシャトルの代替として開発するシャトル派生型打ち上げシステムの一種である。
2010年NASA権限法によってアレスIとアレスVの機体設計を乗員と貨物輸送の両方に使用できる単体のロケットに一本化する構想である。より強力な機種に更新された。当初の打ち上げ能力は上段を除いたコアのみで構成され低軌道へ70から100トンの投入能力を備える。更に地球離脱段を上段に加えることで130トン以上の打ち上げ能力を獲得する見込みである。
スペースシャトルのコンポーネントを流用することで開発期間を短縮してコストを削減する計画だったが、実際には開発は大幅に遅延しコストも増大した。2022年11月に初打ち上げに成功した。

### ジュピター

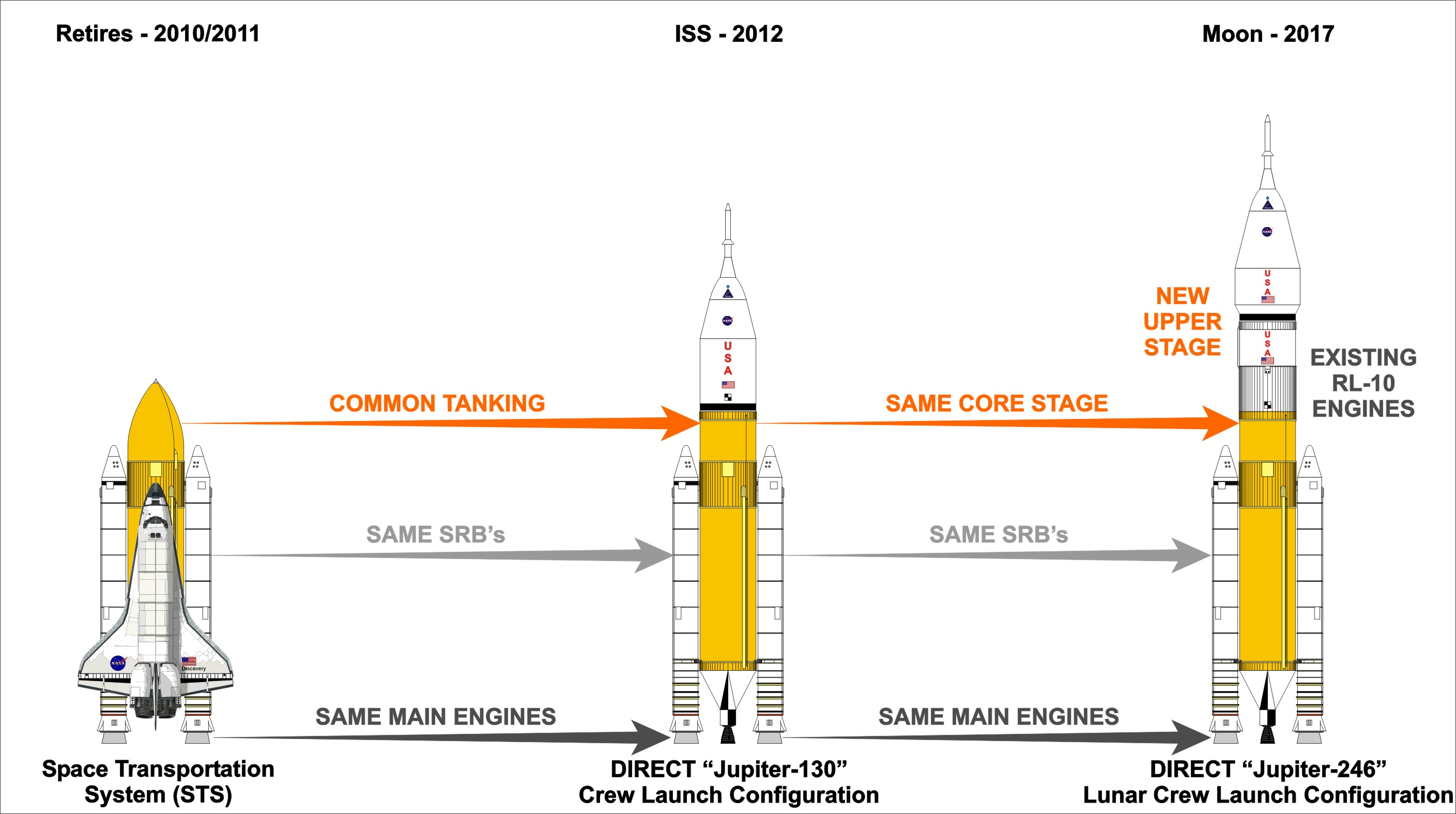
ジュピターの共通コアステージの流用計画

ジュピターシリーズは2000年代後半に提案されたスペースシャトル派生ロケットの一つである。NASAがコンステレーション計画のために開発していたアレスIとアレスVの代替として企図された。出来るだけスペースシャトルの構成要素や施設を流用する事が予定されていた。

## 注記（出典および脚注）
1. 1 2 3 4 5 6 7 8  地球ドラマチック「さようならスペースシャトル 〜栄光と挫折の30年〜 」前編および後編。イギリスの放送局の制作した番組。日本ではNHKによる放送、前編2012年1月21日および後編1月28日（再放送、1月30日および2月6日）。
2. ↑  Shuttle Basics. NASA.
3. ↑  最初の打ち上げ（コロンビア号）の際は、外部燃料タンクも白色に塗装されていた。
4. ↑  "NASA Takes Delivery of 100th Space Shuttle External Tank" Archived 2007年3月11日, at the Wayback Machine.. NASA, August 16, 1999. Quote: "…orange spray-on foam used to insulate…"
5. ↑  "Media Invited To See Shuttle External Fuel Tank Ship From Michoud". NASA, December 28, 2004. Quote: "The gigantic, rust-colored external tank…"
6. ↑  NASA. “The 21st Century Space Shuttle — Fun Facts”.  National Aeronautics and Space Administration. 2010年1月11日閲覧。
7. ↑  NASA (1995年). “Earth's Atmosphere”.  National Aeronautics and Space Administration. 2007年10月13日時点のオリジナルよりアーカイブ。2007年10月25日閲覧。
8. ↑  Please refer to Space Shuttle design process.
9. 1 2 3 4  Please refer also to North American X-15#Design_and_development.
10. 1 2  Please refer to X-20 Dyna-Soar.
11. ↑  Please refer to Northrop HL-10.
12. ↑  Please refer to North_American_DC-3#History.
13. ↑  Please refer to Space_Shuttle_design_process#Decision-making_process.
14. 1 2 3  “スペースシャトルの耐熱材にはどんな種類があるのですか:よくある質問 - 宇宙ステーション・きぼう広報・情報センター - JAXA”. iss.jaxa.jp. 2024年1月29日閲覧。
15. ↑  “NASA開発の特殊素材。スペースシャトルの耐熱ブロックは1204℃に熱した後でも、素手で触れることができる。”. カラパイア. 2024年1月29日閲覧。
16. ↑  http://www.nasa.gov/centers/kennedy/about/information/shuttle_faq.html
17. ↑   スペースシャトルの打上げ費用はいくらくらいですか - スペースシャトルに関するQ&A, JAXA 2011年5月16日閲覧。
18. ↑   The Rise and Fall of the Space Shuttle, Book Review: Final Countdown: NASA and the End of the Space Shuttle Program by Pat Duggins, American Scientist, 2008, Vol. 96, No. 5, p. 32.
19. ↑  “Orbiter Vehicles”.   NASA Kennedy Space Center. 2009年10月11日閲覧。
20. ↑  NASA-CR-195281, "Utilization of the external tanks of the space transportation system". NASA, August 23–27, 1982.
21. ↑  STS External Tank Station Archived 2015年4月7日, at the Wayback Machine.. astronautix.com
22. 1 2  Columbia Accident Investigation Board Report, Vol II, Appendix D.7 Archived 2009年4月11日, at the Wayback Machine.. NASA, October 2003.
23. ↑  “NASA Space Shuttle Columbia Launch”. 2020年4月25日閲覧。
24. ↑  NASA. “Report of the Presidential Commission on the Space Shuttle Challenger Accident”.   NASA. 2020年4月25日閲覧。
25. ↑  NASA Ares I First Stage Motor to be Tested August 25. NASA, July 20, 2009.
26. ↑  Ferguson, Roscoe C.; Robert Tate and Hiram C. Thompson. “Implementing Space Shuttle Data Processing System Concepts in Programmable Logic Devices”.   NASA Office of Logic Design. 2006年8月27日閲覧。
27. ↑  IBM. “IBM and the Space Shuttle”.  IBM. 2006年8月27日閲覧。
28. ↑  The Computer History Museum (2006年). “Pioneering the Laptop:Engineering the GRiD Compass”.   The Computer History Museum. 2007年10月25日閲覧。
29. ↑  NASA (1985年). “Portable Computer”.   NASA. 2007年10月26日閲覧。
30. ↑  “The Apollo Missions: Transforming the world” (英語). The Apollo Missions (2019年7月4日). 2024年1月28日閲覧。 “The IBM ThinkPad 750C becomes the first modern notebook computer to fly in space, as part of the Space Shuttle Endeavour’s mission to refurbish the Hubble Telescope. It is the first space flight of a 486-type processor.”
31. ↑  “News：ThinkPadを“拷問”――「IBM大和事業所」を見てきました”. www.itmedia.co.jp. 2024年1月28日閲覧。
32. ↑  “宇宙ではどんなラップトップコンピュータを使っているのですか？”. ファン!ファン!JAXA!. 2024年1月28日閲覧。
33. ↑  “IBM blasts off with ThinkPads in space” (英語). CNET. 2024年1月28日閲覧。
34. ↑  Helvetica (Documentary). 12 September 2007.
35. ↑  Dunn, Marcia (2010年1月15日). “Recession Special: NASA Cuts Space Shuttle Price”. ABC News 2010年1月15日閲覧。 {{cite news}}: |publisher=では太字とイタリック体は使えません。 (説明)⚠
36. ↑  Aerospaceweb.org (2006年). “Space Shuttle External Tank Foam Insulation”.   Aerospaceweb.org. 2007年10月25日閲覧。
37. ↑  Encyclopedia Astronautica. “Shuttle”.   Encyclopedia Astronautica. 2010年1月18日時点のオリジナルよりアーカイブ。2010年4月28日閲覧。
38. ↑  Jim Dumoulin. “Woodpeckers damage STS-70 External Tank”.   NASA. 2006年8月27日閲覧。
39. 1 2  Jenkins, Dennis R. (2007). Space Shuttle: The History of the National Space Transportation System. Voyageur Press. ISBN 0963397451
40. ↑  “John F. Kennedy Space Center - Space Shuttle Endeavour”.   Pao.ksc.nasa.gov. 2011年5月21日時点のオリジナルよりアーカイブ。2009年7月17日閲覧。
41. 1 2 3  Jenkins, Dennis R. (2002). Space Shuttle: The History of the National Space Transportation System (Third ed.). Voyageur Press. ISBN 0-9633974-5-1
42. ↑  Space Shuttle Propulsion Systems, p. 153. NASA, June 26, 1990.
43. 1 2  “SPACE SHUTTLE WEATHER LAUNCH COMMIT CRITERIA AND KSC END OF MISSION WEATHER LANDING CRITERIA”. KSC Release No. 39-99.   NASA Kennedy Space Center. 2009年6月26日時点のオリジナルよりアーカイブ。2009年7月6日閲覧。
44. ↑  Weather at About.com. What is the Anvil Rule for Thunderstorms?. Retrieved 2008-06-10.
45. ↑  NASA Launch Blog. . Retrieved 2008-06-10.
46. ↑  Bergin, Chris (2007年2月19日). “NASA solves YERO problem for shuttle”. 2008年4月18日時点のオリジナルよりアーカイブ。2007年12月22日閲覧。
47. ↑  National Aeronautics and Space Administration. "Sound Suppression Water System" Archived 2014年3月13日, at the Wayback Machine. Revised 2000-08-28. Retrieved 2006-07-09.
48. ↑  National Aeronautics and Space Administration. "NASA - Countdown 101". Retrieved 2006-07-10.
49. ↑  “HSF - The Shuttle”.   Spaceflight.nasa.gov. 2009年7月17日閲覧。
50. ↑  http://klabs.org/DEI/Processor/shuttle/shuttle_tech_conf/1985008580.pdf
51. ↑  Global Security. “Space Shuttle Emergency Landing Sites”.   GlobalSecurity.org. 2007年8月3日閲覧。
52. ↑  US Northern Command. “DOD Support to manned space operations for STS-119”. 2010年4月30日閲覧。
53. ↑  http://www.cnn.co.jp/science/AIC201004200009.html
54. ↑  “NASA - Launch and Landing”.   NASA. 2011年7月1日閲覧。
55. ↑  “Consolidated Launch Manifest”.   NASA. 2009年5月28日閲覧。
56. ↑  “Space Shuttle Mission Archives”.   NASA. 2009年5月28日閲覧。
57. ↑  “"Report of the PRESIDENTIAL COMMISSION on the Space Shuttle Challenger Accident", Chapter VI: An Accident Rooted in History”.   History.nasa.gov. 2009年7月17日閲覧。
58. ↑  "the Columbia Accident". century-of-flight.net
59. ↑  “D13 - In-Flight Options” (PDF). 2009年7月17日閲覧。
60. ↑  “最後のシャトル、7月8日打ち上げ 30年の歴史に幕”. asahi.com. (2011年5月21日) 2010年5月21日閲覧。
61. ↑  “スペースシャトル追加ミッションの打ち上げは6月28日か”. sorae.jp. (2010年8月24日) 2010年8月25日閲覧。
62. ↑  “The Space Shuttle and Its Replacement”.   Csa.com. 2009年7月17日閲覧。
63. ↑  “NASA budget for 2011 eliminates funds for manned lunar missions”.   Washington Post. 2010年2月1日閲覧。
64. ↑  “Shuttle flights would continue under new proposal”.   Orlando Sentinel (2010年3月3日). 2010年3月4日閲覧。
65. ↑  “退役シャトルの「終の棲家」4カ所発表 初飛行30周年”. asahi.com. (2011年4月13日) 2011年7月12日閲覧。
66. ↑  Least Influential People of 2010
67. ↑  "NASA Awards Space Station Commercial Resupply Services Contracts". NASA, December 23, 2008.
68. ↑  “Space Exploration Technologies Corporation - Press”.   Spacex.com. 2009年7月17日閲覧。
69. ↑  NASA - Test Drive: Shuttle Training Aircraft Preps Astronauts for Landing
70. ↑  “Shuttle-C”.  GlobalSecurity.org. 2009年1月20日閲覧。
71. ↑  “Report of the Presidential Commission on the Space Shuttle Challenger Accident”.  アメリカ航空宇宙局 (1986年6月6日). 2009年1月20日閲覧。
72. ↑  “Shuttle-C, evolution to a heavy lift launch vehicle”.   NASA/AIAA (1989年7月13日). 2009年9月20日時点のオリジナルよりアーカイブ。2009年8月5日閲覧。
73. ↑  “Shuttle-C, heavy lift vehicle of the 90's”.   NASA/AIAA (1990年9月25日). 2009年8月5日閲覧。[リンク切れ]
74. ↑  
“End Run - A small band of rogue rocketeers takes on the NASA establishment”. Air & Space Magazine.  スミソニアン協会 (2008年9月29日). 2008年10月19日閲覧。
75. ↑  Chang, Kenneth (2009年6月17日). “Review Panel Hears Rival Plans for New Spaceflight”. New York Times. 2010年1月30日閲覧。
76. ↑  http://www.spacenews.com/policy/101011-obama-signs-nasa-bill.html
77. ↑  http://www.launchcomplexmodels.com/Direct/documents/Direct-Team-Declares-Success-PR-101310.pdf
78. ↑  “Featured Legislation: The NASA Authorization Act of 2010”.  United States Senate (2010年7月15日). 2011年5月26日閲覧。
79. ↑  Clark, Stephen (2011年3月31日). “NASA to set exploration architecture this summer”. spaceflightnow.com 2011年5月26日閲覧。